# John Brown
John Brown (n. 9 mai 1800, Torrington⁠(d), Connecticut, SUA – d. 2 decembrie 1859, Charles Town⁠(d), Virginia, SUA) a fost un lider aboliționist american. A ajuns cunoscut pe plan național mai întâi pentru aboliționismul său radical și pentru luptele din Bleeding Kansas. În cele din urmă, a fost capturat și executat pentru o tentativă de instigare a sclavilor la răscoală⁠(d) la Harpers Ferry⁠(d) înainte de Războiul Civil American. Brown avea convingeri religioase puternice, și credea că este „un instrument al Domnului”,:248 crescut pentru a da lovitura de moarte sclaviei americane, acțiune pe care o considera o „obligație sfântă”.:189 Brown a fost principalul exponent al acțiunii violente în cadrul mișcării aboliționiste americane::426 el credea că violența este necesară pentru a pune capăt sclaviei americane, deoarece decenii de eforturi pașnice au eșuat. Brown a spus în repetate rânduri că, lucrând pentru a-i elibera pe sclavi, el urmează Regula de Aur și Declarația de Independență a SUA, care afirmă că „toți oamenii sunt creați egali”.:721 El a afirmat în mod repetat că, în opinia sa, aceste două principii „înseamnă același lucru”.
Brown a dobândit pentru prima dată atenție națională atunci când a condus voluntarii anti-sclavie împreună cu propriii săi fii în timpul crizei Bleeding Kansas de la sfârșitul anilor 1850, un război civil la nivel de stat disputat pentru a influența decizia dacă Kansas va intra în Uniune ca stat sclavagist sau stat liber. El era nemulțumit de pacifismul aboliționiștilor, spunând despre pacifisti: „Oamenii ăștia numai dau din gură. Nouă acum ne trebuie acțiune – acțiune!” În mai 1856, Brown și fiii săi au ucis cinci susținători ai sclaviei în masacrul de la Pottawatomie⁠(d), ca răspuns la prădarea Lawrence-ului⁠(d) de către forțele pro-sclavie. Brown a comandat apoi forțele anti-sclavie îa bătăliile de la Black Jack⁠(d) și de la Osawatomie⁠(d).
În octombrie 1859, Brown a condus un raid⁠(d) asupra armurăriei federale⁠(d) de la Harpers Ferry, Virginia⁠(d) (astăzi în Virginia de Vest), cu intenția de a declanșa o mișcare de eliberare a sclavilor care să se răspândească spre sud; el pregătise o Constituție provizorie⁠(d) pentru un stat american revizuit, fără sclavie, deziderat pe care spera să-l realizeze. El a cucerit armurăria, dar șapte persoane au fost ucise și zece sau mai multe au fost rănite. Brown intenționa să-i înarmeze pe sclavi cu arme din arsenal, dar doar câțiva sclavi s-au alăturat răscoalei sale. Oamenii lui Brown care nu fugiseră au fost uciși sau capturați de milițiile⁠(d) locale și de pușcașii marini americani, cei din urmă conduși de Robert E. Lee. Brown a fost judecat pentru trădare împotriva statului Virginia, pentru uciderea a cinci bărbați și incitarea la o insurecție a sclavilor. A fost găsit vinovat de toate capetele de acuzare și a fost spânzurat la 2 decembrie 1859, prima persoană executată pentru trădare din istoria Statelor Unite.:179
Raidul de la Harpers Ferry și procesul lui Brown⁠(d), ambele relatate pe larg în ziarele naționale, au escaladat tensiunile care au dus, un an mai târziu, la secesiunea demult amenințată a Sudului⁠(d) și la Războiul Civil American. Sudiștii se temeau că și alții vor călca în curând pe urmele lui Brown, încurajând și înarmând răscoale ale sclavilor. În Nord, Brown a devenit un erou național. Soldații Uniunii mărșăluiau în război pe noul cântec „John Brown’s Body⁠(d)”, care îl ilustra ca pe un martir al libertății. Brown a fost descris și ca un martir eroic și vizionar, dar și ca un nebun și un terorist.

## Începutul vieții și familia

### Familia și copilăria

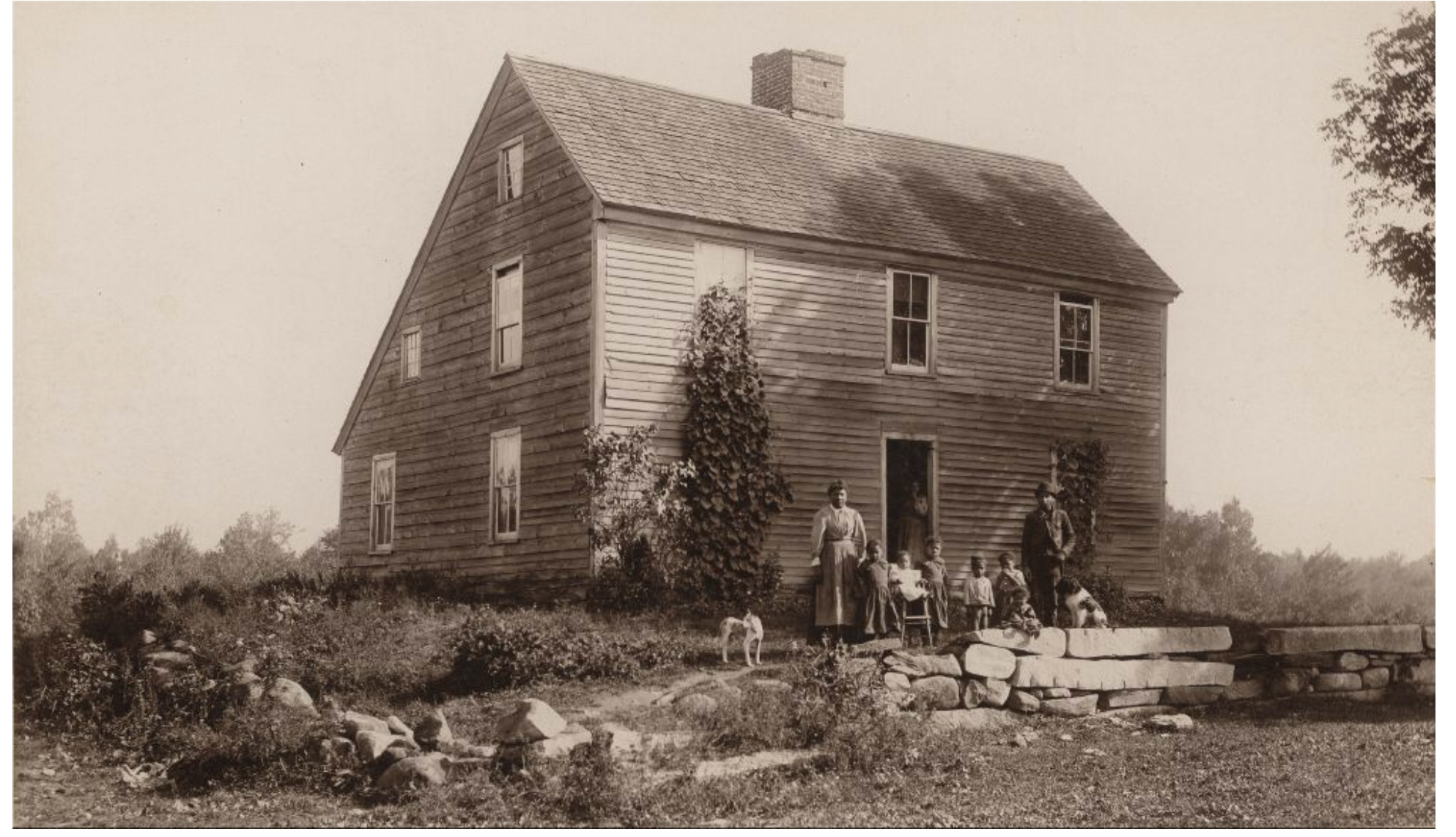
Casa natală a lui Brown,, fotografiată în 1896, distrusă de incendiu în 1918.

John Brown s-a născut pe 9 mai 1800, în Torrington, Connecticut⁠(d). Al patrulea dintre cei opt copii ai lui Owen Brown⁠(d) (1771–1856) și Ruth Mills (1772–1808), și-a descris părinții drept „săraci, dar respectabili”.:7 Tatăl lui Owen Brown era căpitanul John Brown (1728–1776), care a murit în Armata Revoluționară, la New York, pe 3 septembrie 1776. Sora sa mai mare Anna Ruth s-a născut în 1798, iar frații săi mai mici Salmon și Oliver Owen s-au născut în 1802 și, respectiv, 1804. John Brown a mutat piatra de mormânt a bunicului său la ferma lui⁠(d) din North Elba, New York⁠(d). O inscripție pe acea piatră funerară îl descrie pe cpt. John Brown ca „a patra generație, în descendență obișnuită, din Peter Browne⁠(d), unul dintre Părinții Pelerini, care a debarcat de pe Mayflower, la Plymouth, Massachusetts, la 22 decembrie 1620”, deși această genealogie este astăzi contestată. Ruth Mills era fiica lui Gideon Mills, de asemenea ofițer în Armata Revoluționară. Era de origine neerlandeză și galeză. :5 Pe când Brown era foarte mic, tatăl său și-a mutat familia pentru scurt timp în orașul lui natal, West Simsbury, Connecticut⁠(d). Unul dintre frații săi a fost Frederick, care l-a vizitat când era în închisoare, în așteptarea execuției; altul era Salmon.
În 1805, familia s-a mutat, din nou, în Hudson, Ohio⁠(d), în Western Reserve⁠(d), care la acea vreme era în mare parte sălbăticie;:5, 7 aceea a devenit cea mai anti-sclavie regiune a țării. Fondatorul Hudsonului, David Hudson⁠(d), cu care tatăl lui John se întâlnea des, a fost nu doar un aboliționist, ci și un susținător al „rezistenței în forță a sclavilor”.:17Owen Brown a devenit un cetățean important și bogat din Hudson. A deschis o tăbăcărie. Jesse Grant⁠(d), tatăl președintelui Ulysses S. Grant, a fost angajatul său și a locuit cu familia Brown timp de câțiva ani. Owen detesta sclavia și a participat la activitățile și dezbaterile anti-sclavie ale lui Hudson, oferind o casă sigură⁠(d) fugarilor din Underground Railroad. Neavând o școală dincolo de nivelul elementar în Hudson la acea vreme, John a studiat la școala aboliționistului⁠(d) Elizur Wright, tatăl celebrului Elizur Wright⁠(d), din satul Tallmadge⁠(d) aflat în apropiere.:17Mama lui John, Ruth, a murit în 1808. În memoriile sale, el a scris că a jelit-o ani de zile. Deși o respecta pe noua soție a tatălui său, nu a simțit niciodată o legătură emoțională cu ea.:8:427 Fratele mai mic al lui John, Oliver Owen Brown (1804–1858), a fost și el aboliționist.

### Tinerețea
La 16 ani, Brown și-a părăsit familia și a venit în est cu scopul de a dobândi o educație liberală. Ambiția lui era slujirea Evangheliei: „la un moment dat [am] sperat să fiu eu însumi pastor”. Urmărind acestui obiectiv, el s-a consultat și s-a sfătuit cu pastorul Jeremiah Hallock, pe atunci cleric din Canton, Connecticut⁠(d), a cărui soție era o rudă a lui Brown și, după cum a fost sfătuit acolo, s-a dus la Plainfield, Massachusetts⁠(d), unde, sub îndrumarea pastorului Moses Hallock, s-a pregătit pentru facultate. El ar fi continuat la Amherst College,:13:17dar a suferit de o inflamație a ochilor care în cele din urmă a devenit cronică și l-a împiedicat să-și continue studiile, așa că s-a întors la Hudson.
Înapoi la Hudson, Brown a învățat singur dintr-o carte să facă topografie.:31 A lucrat pentru scurt timp la tăbăcăria tatălui său înainte de a deschide o tăbăcărie de succes în afara orașului împreună cu fratele său adoptiv Levi Blakeslee.:17Cei doi au locuit împreună, iar Brown era un bucătar bun.:17 Pâinea, totuși, i-o făcea o văduvă, dna. Amos Lusk și, pe măsură ce afacerea de tăbăcărie a crescut pentru a include calfe și ucenici, Brown a convins-o pe văduvă să se ocupe și de curățenie, „mutându-se în cabana lui din bușteni” împreună cu fiica ei Dianthe, cu care Brown s-a căsătorit în 1820.:18 Nu se cunoaște nicio fotografie a ei, dar el a descris-o pe Dianthe drept „o fată remarcabil de simplă, dar îngrijită, harnică și economică, cu un caracter excelent, evlavie serioasă și bun simț practic”.:32 Ea era „la fel de profund religioasă ca și soțul ei”. Primul lor copil, John Jr.⁠(d), s-a născut 13 luni mai târziu. În cei 12 ani de viață căsătorită, Dianthe a născut 7 copii, dar a murit din cauza complicațiilor la naștere în 1832.:18–19
Brown cunoștea Biblia în detaliu și putea surprinde chiar și mici erori în recitarea Bibliei. Nu a consumat niciodată tutun și nu a băut nici ceai, cafea sau alcool. După Biblie, cărțile sale preferate au fost Viețile⁠(d) lui Plutarh și „poveștile lui Cromwell și Napoleon”.

### Perioada din Pennsylvania

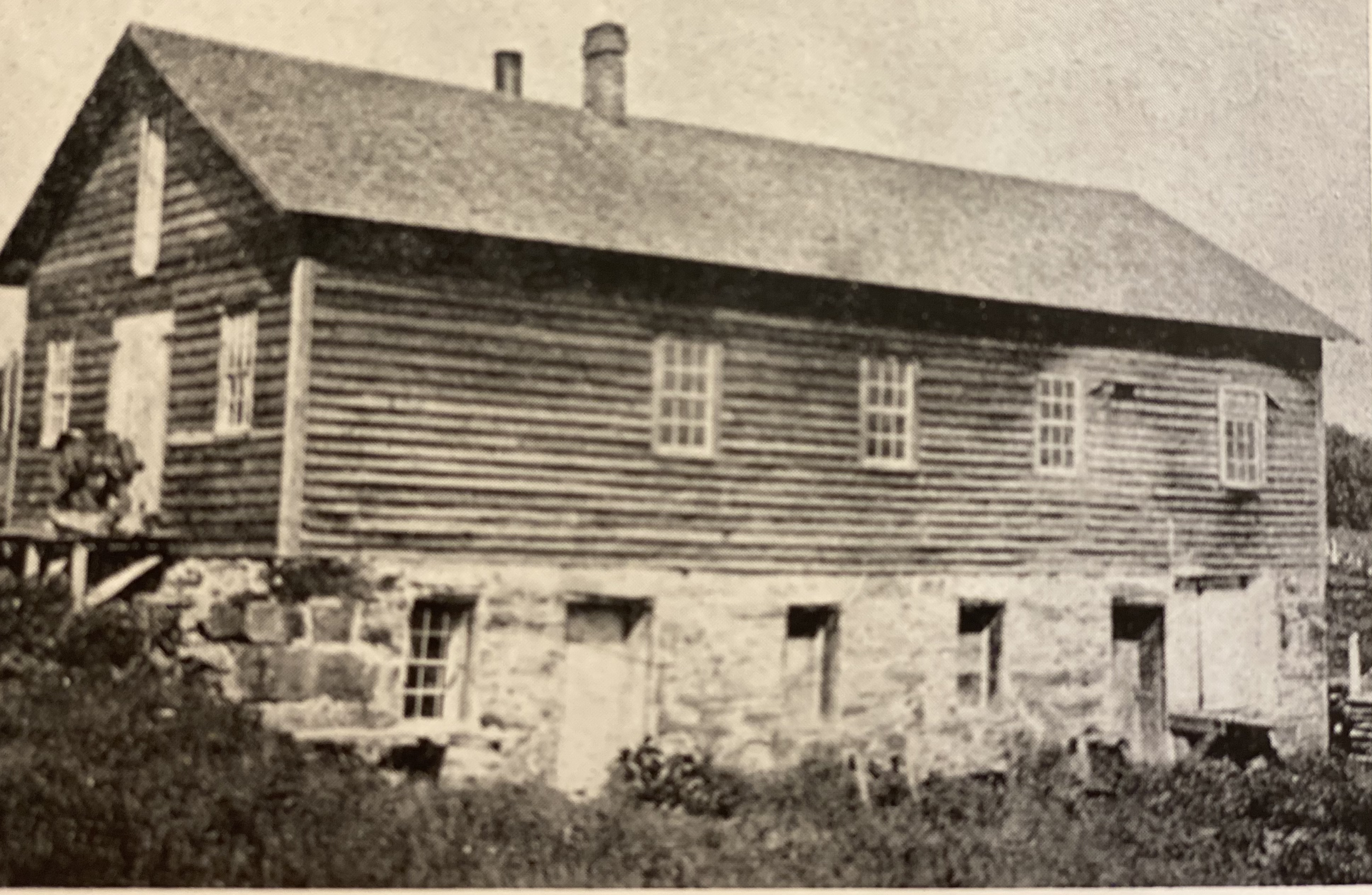
, în 1885

După ce a părăsit Hudsonul, John Brown a trăit mai mult în Pennsylvania decât oriunde altundeva, inclusiv în North Elba. (familia lui a locuit acolo ani de zile, dar John Brown însuși a trăit doar șase luni consecutive în North Elba.) Potrivit unui prieten din Pennsylvania, care l-a vizitat în închisoarea din Charles Town⁠(d) chiar înainte de execuție, „a făcut aluzie la [comitatul] Crawford ca fiind foarte drag pentru el, deoarece pământul său a fost sfințit ca locul de odihnă al fostei sale soții și a doi preaiubiți copii”.
În 1825, în ciuda succesului tăbăcăriei, și după ce în anul precedent construise o casă destul de mare, Brown și familia sa s-au mutat la New Richmond, Pennsylvania⁠(d), în căutarea unui loc mai sigur pentru sclavii fugari. Acolo a cumpărat 200 acri (81 ha) de teren, a defrișat o optime din el și a construit rapid o cabană, o tăbăcărie cu 18 cuve și două etaje, și un hambar; în acesta din urmă era o cameră secretă, bine ventilată, pentru adăpostirea sclavilor care fugeau. :4–5 Din 1825 până în 1835, tăbăcăria a fost un punct important de oprire în cadrul lui Underground Railroad, și în acest timp, Brown „a ajutat la trecerea [în Canada] a aproximativ 2.500 de sclavi”.
Brown a câștigat bani prin studiile geologice pentru noi drumuri și s-a implicat și în ridicarea unei școli, ale cărei ore se desfășurau la început în casa lui, și a atras un predicator.:23:52 De asemenea, a ajutat la înființarea unui oficiu poștal, iar în 1828 președintele John Quincy Adams l-a numit primul diriginte al poștei⁠(d) din Randolph, Pennsylvania⁠(d); a fost din nou numit în acea funcție de președintele Andrew Jackson, și a îndeplinit funcția până când a părăsit Pennsylvania în 1835.:23:325 El a livrat corespondență timp de câțiva ani de la Meadville, Pennsylvania, prin Randolph până la Riceville⁠(d), la aproximativ 20 mile (32 km). A plătit o amendă la Meadville pentru că a refuzat să fie încorporat în miliție. În această perioadă, Brown a operat o afacere interstatală de bovine și piei împreună cu o rudă, Seth Thompson, din estul statului Ohio.:7
În 1829, unele familii de albi i-au cerut lui Brown să-i ajute să alunge băștinașii americani care vânau anual în zonă. Brown le-a răspuns: „Nu voi avea nimic de-a face cu un act atât de rău. Mai degrabă mi-aș lua pistolul și aș ajuta să vă alung pe voi din țară.”:168–69 În copilărie, în Hudson, John nu numai că intrase în contact cu indienii locali, ci „stătea printre ei... și a învățat câte puțin din graiul lor”.:7 De-a lungul vieții, Brown a avut relații pașnice cu băștinașii americani, și chiar i-a însoțint în expediții de vânătoare și i-a invitat să mănânce în casa lui.
În Richmond, Brown s-a implicat în înființarea unei Societăți Congregaționale, ale cărei prime întruniri au avut loc în tăbăcărie.:6

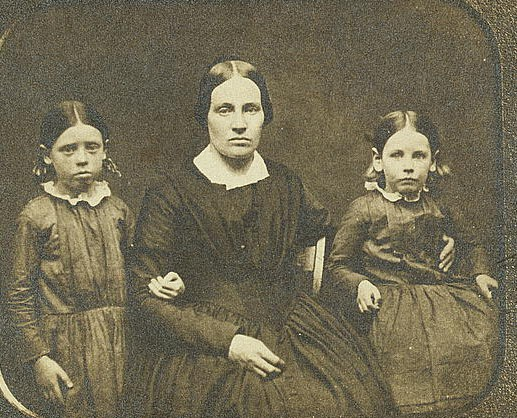
Mary Ann Brown (născută Day), soția lui John Brown din 1833, împreună cu Annie (stânga) și Sarah (dreapta) în 1851.

În 1831, fiul cel mic al lui Brown a murit, la vârsta de 4 ani. Brown s-a îmbolnăvit, iar afacerile sale au început să sufere, lăsându-l cu datorii grele. În vara anului 1832, la scurt timp după moartea unui fiu nou-născut, a murit și soția sa Dianthe, fie în timpul nașterii, fie ca o consecință imediată a acesteia.:35A rămas cu copiii John Jr.⁠(d), Jason, Owen⁠(d) și Ruth. La 14 iulie 1833, Brown s-a căsătorit cu Mary Ann Day (1817–1884), în vârstă de 17 ani, originară din comitatul Washington, New York; era sora mai mică a menajerei lui Brown la acea vreme.:8 În cele din urmă, ei aveau să aibă 13 copii. „cu multă mândrie spunea că are șapte fii care să-l ajute în cauza” abolirii sclaviei.
Materialul de arhivă despre perioada petrecută de John Brown în comitatul Crawford, Pennsylvania, inclusiv tăbăcăria sa, este deținut de Biblioteca Pelletier, Colegiul Allegheny, Meadville, Pennsylvania.

### Înapoi în Ohio
În 1836, Brown și-a mutat familia din Pennsylvania la Franklin Mills, Ohio. Acolo s-a împrumutat foarte mult pentru a cumpăra terenuri în zonă, terenuri de-a lungul canalelor care erau în construcție, construind și exploatând o tăbăcărie pe malul râului Cuyahoga⁠(d) în parteneriat cu Zenas Kent. Zenas era tatăl lui Marvin Kent⁠(d); Franklin Mills este acum cunoscut sub numele de Kent, Ohio⁠(d), în onoarea lui Marvin. Brown a devenit director de bancă și se estimează că avea o avere de 20.000 de dolari (echivalentă cu circa 500.000 de dolari în 2020).:50 Ca mulți alți oameni de afaceri din Ohio, a investit prea mult în credite și obligațiuni de stat și a suferit mari pierderi financiare în panica din 1837⁠(d). Când a pierdut o proprietate — o fermă — Brown a fost și închis când a încercat să și-o păstreze, refuzând să o cedeze noului proprietar.
În Franklin Mills, potrivit soțului fiicei Ruth Brown, Henry Thompson, al cărui frate a fost ucis la Harpers Ferry:
El și cei trei fii ai săi, John, Jason, și Owen, au fost excluși din biserica congregațională de la Kent, pe atunci denumit Franklin, Ohio, pentru că au primit un negru în strană cu ei; iar diaconii bisericii au încercat să-l convingă să recunoască că a greșit. Soția mea și diferiți membri ai familiei s-au alăturat metodiștilor wesleyiști, dar John Brown nu s-a mai legat vreodată de vreo biserică.
Timp de trei sau patru ani a părut să se zbată fără speranțe, trecând de la o activitate la alta fără vreun plan de viitor. La fel ca alți bărbați hotărâți din timpul și cu pregătirea sa, el a încercat multe afaceri diferite în încercarea de a scăpa de datorii. A crescut cai pentru scurt timp, dar a renunțat când a aflat că cumpărătorii îi foloseau drept cai de curse. A făcut niște cercetări geologice, a cultivat ferme și a mai activat ca tăbăcar.:50–51 În 1837, în urma uciderii lui Elijah P. Lovejoy, Brown a jurat public: „Aici, înaintea lui Dumnezeu, în prezența acestor martori, din acest moment, îmi voi consacra viața distrugerii sclaviei!”. Brown a declarat faliment⁠(d) la tribunalul federal pe 28 septembrie 1842. În 1843, patru dintre copiii săi au murit de dizenterie; trei au fost îngropați într-un singur mormânt.
După cum arată Louis DeCaro, Jr. în schița sa biografică (2007), de la mijlocul anilor 1840 Brown și-a construit o reputație ca expert în oi și lână fină. „Tata a administrat ferma căpitanului Oviatt timp de un an și ceva”, și apoi a intrat într-un parteneriat cu col. Simon Perkins din Akron, Ohio, ale cărui turme și ferme erau conduse de Brown și fiii. Brown s-a mutat în cele din urmă cu familia lui într-o casă vizavi de Perkins Stone Mansion de pe Perkins Hill.
În 1852, a primit cinci premii întâi pentru oile și vitele sale la Târgul Statului Ohio.

### Perioada din Springfield, Massachusetts
În 1846, Brown s-a mutat la Springfield, Massachusetts, ca agent pentru producătorii de lână din Ohio în relațiile lor cu producătorii de articole din lână din New England, dar „și ca mijloc de dezvoltare a schemei sale de emancipare”. Conducerea albilor de acolo, inclusiv „editorul [T]he Republican, unul dintre cele mai influente ziare din țară[,] era profund implicat și învestit emoțional în mișcarea anti-sclavie⁠(d)”.
Cu doi ani înainte de sosirea lui Brown la Springfield, în 1844, aboliționiștii afro-americani din oraș întemeiaseră Biserica Liberă din Sanford Street, cunoscută astăzi sub numele de Biserica Congregațională Sf. Ioan⁠(d), care a devenit una dintre cele mai proeminente platforme aboliționiste din Statele Unite. Din 1846 până când a părăsit Springfieldul în 1850, Brown a fost membru al Bisericii Libere, unde a asistat la prelegeri aboliționiste susținute de oameni ca Frederick Douglass și Sojourner Truth. În 1847, după ce a vorbit la Biserica Liberă, Douglass a stat o noapte de vorbă cu Brown, după care a scris: „Din această noapte petrecută cu John Brown în Springfield, Mass. [în] 1847[,] în timp ce am continuat să scriu și să vorbesc împotriva sclaviei, am devenit totuși mai puțin încrezător în abolirea ei pașnică. Afirmațiile mele au devenit din ce în ce mai colorate de culoarea impresiilor puternice ale acestui om.” În timpul lui Brown în Springfield, el s-a implicat profund în transformarea orașului într-un centru major al aboliționismului și una dintre cele mai sigure și semnificative opriri de pe Underground Railroad. Brown a contribuit la republicarea în 1848, de către prietenul său Henry Highland Garnet⁠(d), a apelului lui David Walker⁠(d) ...către cetățenii de culoare...ai Statelor Unite ale Americii, semi-uitată deoarece nu fusese retipărită de la moartea lui Walker în 1830.
Brown a aflat multe și despre elita negustorilor din Massachusetts; în timp ce inițial această cunoaștere i s-a părut un blestem, s-a dovedit a fi o binefacere pentru activitățile sale ulterioare în Kansas și la Harpers Ferry. Comunitatea de afaceri reacționase cu ezitare când Brown le-a cerut să-și schimbe practicile extrem de profitabile de a vinde în masă lână de calitate scăzută la prețuri mici. Inițial, Brown s-a încrezut cu naivitate în ei, dar curând el și-a dat seama că aceștia erau hotărâți să-și mențină controlul asupra stabilirii prețurilor. De asemenea, la periferia orașului Springfield, crescătorii de oi din valea râului Connecticut erau în mare parte neorganizați și ezitau să-și schimbe metodele de producție pentru a atinge standarde mai înalte de calitate. În Ohio Cultivator, Brown și alți producători de lână s-au plâns că tendințele fermierilor din valea Connecticutului scădeau toate prețurile lânii din SUA în străinătate. Ca reacție, Brown a făcut un ultim efort de a trece peste elita negustorilor de lână, căutând o alianță cu producătorii europeni. În cele din urmă, Brown a fost dezamăgit să afle că Europa preferă să cumpere lână en gros din vestul Massachusettsului la prețurile ieftine pe care le primeau. Brown a călătorit apoi în Anglia pentru a căuta un preț mai mare pentru lâna Springfieldului. Călătoria a fost un dezastru, deoarece firma a suferit o pierdere de 40.000 de dolari, din care Perkins a suportat greul. Cu această nenorocire, prăvălia de negoț cu lână a lui Perkins și Brown s-a închis în Springfield la sfârșitul anului 1849. Procesele ulterioare i-au ținut în loc pe parteneri încă câțiva ani.
Înainte ca Brown să părăsească Springfieldul în 1850, Statele Unite au adoptat Legea Sclavilor Fugari, o lege care impunea autorităților din statele libere să ajute la returnarea sclavilor evadați și impunând pedepse celor care îi ajută să scape. Ca răspuns, Brown a fondat un grup militant pentru a preveni recapturarea fugarilor, Liga Galaadiților. În Biblie, Muntele Galaad era locul în care doar cei mai curajoși dintre israeliți s-au adunat pentru a înfrunta un inamic invadator. Brown a fondat Liga cu cuvintele: „Nimic nu farmecă poporul american mai mult decât curajul personal. [Negrii] ar avea de zece ori mai mulți [prieteni albi decât] au acum, dacă ar fi doar pe jumătate mai dornici să-și asigure cele mai dragi drepturi pe cât sunt de dispuși să satisfacă nebuniile și extravaganțele vecinilor lor albi și să se răsfețe în inactivitate, în ușurință și în lux.” După ce a părăsit Springfieldul în 1850, el a instruit Liga să acționeze „rapid, liniștit și eficient” pentru a-i proteja pe sclavii care scăpau în Springfield – cuvinte care aveau să prefigureze acțiunile ulterioare ale lui Brown de până la Harpers Ferry. De la întemeierea de către Brown a Ligii Galaadiților, nicio persoană nu a fost dusă înapoi în sclavie din Springfield. Brown și-a dăruit balansoarul mamei iubitului său hamal negru, Thomas Thomas, ca gest de afecțiune.
Unii naratori populari au exagerat impactul dispariției afacerii cu lână a lui Brown și Perkins la Springfield asupra alegerilor de viață ulterioare ale lui Brown. În realitate, Perkins a absorbit o mare parte din pierderea financiară, iar parteneriatul lor a continuat încă câțiva ani, Brown aproape atingând rentabilitatea până în 1854. Perioada lui Brown la Springfield a pus bazele viitorului sprijin financiar pe care l-a primit de la marii negustori din New England, i-a permis să audă și să cunoască aboliționiști celebri la nivel național precum Douglass și Sojourner Truth și tot atunci a înființat Liga Galaadiților. În acest timp, Brown a contribuit și la promovarea discursului lui David Walker, Apel. În Springfield, atitudinea lui Brown a evoluat, pe măsură ce observa succesul operațiunii Underground Railroad din oraș, și a ajuns să se aventureze în organizarea primei sale operațiuni militante anti-sclavie. În discursuri, el făcea referire la martirii Elijah Lovejoy⁠(d) și Charles Turner Torrey⁠(d) drept albi „pregătiți să-i ajute pe negri să-i provoace pe prinzătorii de sclavi”. În Springfield, Brown a găsit un oraș care împărtășea pasiunile lui împotriva sclaviei și oamenii păreau să se educe unii pe alții. Cu succesele și cu eșecurile lor, anii lui Brown la Springfield au fost o perioadă transformatoare a vieții sale care a catalizat multe dintre acțiunile sale ulterioare.

### Perioada din New York

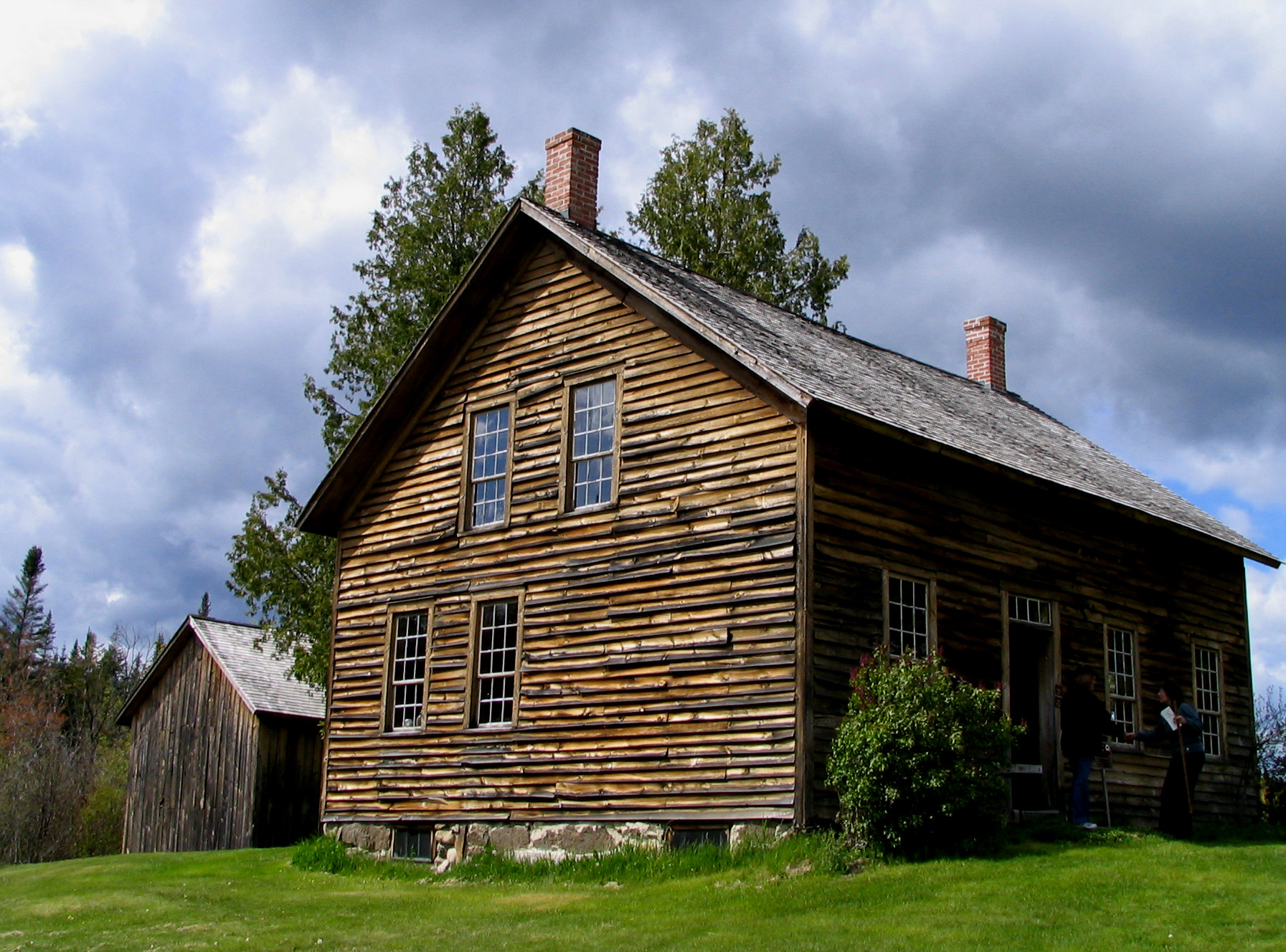
Ferma lui John Brown, North Elba, New York

În 1848, falit și după ce a pierdut casa familiei, Brown a auzit de alocările funciare din Adirondack pentru negri săraci, făcute de Gerrit Smith⁠(d), în locul numit Timbuctoo⁠(d), și a decis să-și mute familia acolo pentru a înființa o fermă unde să poată oferi îndrumări și asistență negrilor care încercau să înființeze ferme în zonă. A cumpărat de la Smith terenuri în orașul North Elba, New York⁠(d) (lângă Lake Placid⁠(d)), cu 1 dolar pe acru (2 dolari/ha). Priveliștea era magnifică și a fost numită „cel mai înalt loc arabil din stat, dacă, într-adevăr, un pământ atât de tare și steril poate fi numit arabil”. După ce a locuit cu familia lui aproximativ doi ani într-o casă mică închiriată, el a construit casa actuală – astăzi, monument istoric păstrat de statul New York – pentru familie, considerând-o un loc de refugiu pentru ei în timp ce era plecat. Potrivit fiului cel mai mic, Salmon, „frugalitatea era respectată din punct de vedere moral, dar cu toții eram bine hrăniți și bine îmbrăcați”.
După ce a fost executat în ziua de vineri, 2 decembrie 1859, văduva sa i-a dus acolo trupul pentru înmormântare; călătoria a durat cinci zile, iar el a fost înmormântat joi, 8 decembrie. Trupul lui Watson a fost localizat și îngropat și el acolo în 1882. În 1899, rămășițele a 12 dintre ceilalți colaboratori ai lui Brown, inclusiv fiul său Oliver, au fost localizate și aduse în North Elba. Nu au putut fi identificați suficient de bine pentru înmormântări separate, așa că sunt îngropați împreună într-un singur sicriu, cu o placă colectivă. Din 1895, situl istoric Ferma John Brown este deținut de statul New York și acum este un reper istoric național.
Din 1854 și până în 1860, teritoriul Kansas⁠(d) a fost teatrul evenimentelor denumite Bleeding Kansas, un război civil între forțele pro- și anti-sclavie. Chestiunea sclaviei urma să fie decisă de alegătorii din Kansas, dar cine erau acești alegători nu era clar; a existat fraudă la vot pe scară largă în favoarea forțelor pro-sclavie, după cum a confirmat o anchetă a Congresului.

### Mutarea în Kansas
În 1855, Brown a aflat de la fiii săi adulți din Kansas că familiile lor erau complet nepregătite să facă față atacurilor și că forțele pro-sclavie de acolo erau militante. Hotărât să-și protejeze familia și să se opună înaintării susținătorilor sclaviei, Brown a plecat în Kansas, aducând pe unul din ginerii săi cu el, și făcând mai multe opriri pentru a colecta fonduri și arme. După cum a raportat New York Tribune, Brown s-a oprit în drum pentru a participa la o convenție anti-sclavie care a avut loc în iunie 1855 la Albany, New York. În ciuda controversei care a urmat în sala convenției cu privire la sprijinirea eforturilor violente în numele cauzei statelor libere, mai multe persoane i-au oferit sprijin financiar lui Brown. Pe măsură ce mergea spre vest, Brown a găsit mai mult sprijin militant în statul său natal, Ohio, în special în secțiunea Western Reserve⁠(d), puternic anti-sclavie, unde se afla locul copilăriei lui, Hudson.

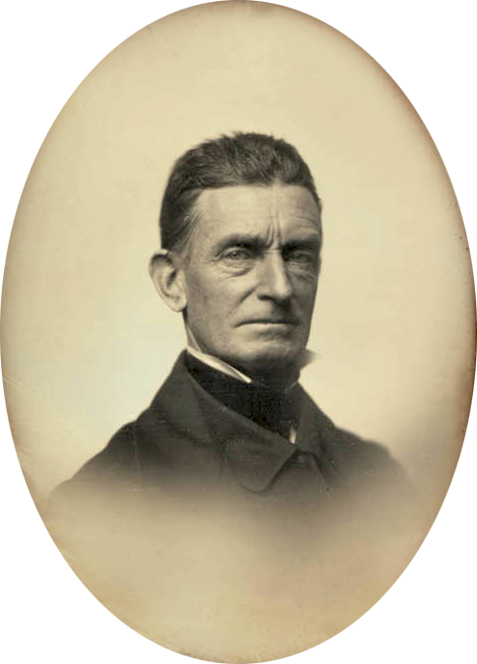
Brown în 1856

Brown și coloniștii ce doreau Kansasul ca stat liber erau optimiști în ce privește șansele lor de a obține admiterea în uniune în condițiile interzicerii sclaviei. După ce zăpezile de iarnă s-au dezghețat în 1856, activiștii pro-sclavie au început o campanie de a cuceri Kansasul în favoarea condițiilor lor. Brown a fost afectat în special de devastarea Lawrence-ului⁠(d), centrul activității anti-sclavie din Kansas, la 21 mai 1856. Un grup condus de șeriful din Lecompton, centrul activității pro-sclavie din Kansas, a distrus două ziare aboliționiste și Free State Hotel⁠(d). Un singur bărbat, un Border ruffian⁠(d), a fost ucis. Bătaia cu bastonul⁠(d) administrată de Preston Brooks în 22 mai senatorului anti-sclavie Charles Sumner în Senatul Statelor Unite a alimentat și ea furia lui Brown. Un jurnalist pro-sclavie, Benjamin Franklin Stringfellow⁠(d), de la Squatter Sovereign, a scris că „[forțele pro-sclavie] sunt hotărâte să respingă această invazie nordistă și să facă din Kansas un stat sclavagist; deși râurile noastre ar trebui acoperite cu sângele victimelor lor, iar cadavrele aboliționiștilor ar trebui să fie atât de numeroase pe teritoriu încât să înmulțească boli și molimi, nu ne vom descuraja de la scopul nostru”. Brown a fost revoltat atât de violența forțelor pro-sclavie, cât și de ceea ce lui i se părea a fi răspunsul slab și laș din partea partizanilor antisclavie și a coloniștilor doritori de stat liber, pe care i-a descris drept „lași, sau mai rău”.
Masacrul de la Pottawatomie⁠(d) a avut loc în noaptea de 24 și în dimineața zilei de 25 mai 1856. Folosind săbii, Brown și o bandă de coloniști aboliționști au luat din reședința lor și au ucis cinci coloniști „vânători de sclavi profesioniști și militanți pro-sclavie” la nord de pârâul Pottawatomie, în comitatul Franklin, Kansas.
În cei doi ani anteriori masacrului de pe pârâul Pottawatomie, au existat opt omoruri pe teritoriul Kansas, atribuite politicii sclavagiste, dar niciuna în vecinătatea masacrului. Masacrul a fost explozia care a aprins cea mai sângeroasă perioadă din istoria „Bleeding Kansas”, o perioadă de trei luni de raiduri și bătălii de represalii în care au murit 29 de oameni.
În 1856, o forță de missourieni, condusă de căpitanul Henry Clay Pate⁠(d), i-a capturat pe John Jr. și pe Jason, au distrus gospodăria familiei Brown și, mai târziu, au participat la prădarea Lawrence-ului⁠(d). Pe 2 iunie, în bătălia de la Black Jack⁠(d), John Brown, nouă dintre adepții săi și 20 de localnici au reușit să apere o așezare de militanți pentru stat liber la Palmyra, Kansas, împotriva unui atac al lui Pate. Pate și 22 dintre oamenii săi au fost luați prizonieri. După capturare, ei au fost duși în tabăra lui Brown și au primit toată hrana pe care Brown o putea găsi. Brown l-a obligat pe Pate să semneze un tratat, prin care primea libertatea pentru el și pentru oamenii săi, în schimbul promisiunii de a-i elibera pe cei doi fii captivi ai lui Brown. Brown l-a eliberat pe Pate colonelului Edwin Sumner⁠(d), dar a aflat, furios, că eliberarea fiilor săi a fost amânată până în septembrie.
În august, o companie de peste 300 de locuitori din Missouri, sub comanda generalului John W. Reid⁠(d), a trecut în Kansas și s-a îndreptat spre Osawatomie⁠(d), intenționând să distrugă așezările adepților statului liber de acolo, și apoi să mărșăluiască spre Topeka și Lawrence⁠(d).
În dimineața zilei de 30 august 1856, ei i-au împușcat mortal pe fiul lui Brown, Frederick, și pe vecinul acestuia, David Garrison, la periferia satului Osawatomie. Brown, depășit numeric mai mult de șapte la unu, și-a aranjat cei 38 de oameni în spatele unor obstacole naturale de-a lungul drumului. Tragând de sub acoperire, ei au reușit să omoare cel puțin 20 dintre oamenii lui Reid și au rănit încă 40. Reid s-a regrupat, ordonând oamenilor săi să descalece și să atace pădurea. Micul grup al lui Brown s-a împrăștiat și a fugit peste râul Marais des Cygnes⁠(d). Unul dintre oamenii lui Brown a fost ucis în timpul retragerii și patru au fost capturați. În timp ce Brown și restul supraviețuitorilor se ascundeau în pădurea din apropiere, missourienii au jefuit și au ars satul Osawatomie. În ciuda înfrângerii, curajul și perspicacitatea militară a lui Brown în fața unei forțe mult superioare l-au făcut cunoscut pe plan național și l-au transformat într-un erou pentru mulți aboliționiști din Nord.
Pe 7 septembrie, Brown a intrat în Lawrence pentru a se întâlni cu liderii taberei pentru stat liber și pentru a-i ajuta să întărească orașul împotriva unui posibil asalt. Cel puțin 2.700 de missourieni pro-sclavie invadau din nou Kansasul. Pe 14 septembrie, s-a dat lupta lângă Lawrence. Brown s-a pregătit pentru luptă, dar cele mai grave violențe au fost evitate când noul guvernator al Kansasului, John W. Geary⁠(d), a ordonat părților în conflict să se dezarmeze și să se risipească, oferind clemență foștilor luptători de ambele părți. Profitând de această pace fragilă, Brown a părăsit Kansasul cu trei dintre fiii săi pentru a strânge bani de la susținătorii din Nord. 

## Raidul de la Harpers Ferry

### Planurile lui Brown
Planurile lui Brown pentru un mare atac contra sclaviei americane au început cu mult înainte de raid. Potrivit soției sale, Mary, intervievată în timp ce soțul ei aștepta execuția în Charles Town, el „așteptase de douăzeci de ani ocazia de a-i elibera pe sclavi; am așteptat cu toții împreună cu el momentul potrivit în care să-și pună hotărârea în acțiune.” El și-a petrecut anii dintre 1842 și 1849 încheindu-și afacerile, stabilindu-și familia în comunitatea negrilor din Timbuctoo, New York⁠(d) și organizând în mintea lui un raid anti-sclavie care avea să dea o lovitură semnificativă împotriva întregului sistem sclavagist, scoțând sclavii de pe plantațiile din Sud.
După cum a spus Frederick Douglass, „propria sa declarație, conform căreia se gândea de zece ani la o lovitură îndrăzneață pentru libertatea sclavilor, dovedește că a hotărât asupra acțiunilor sale de acum cu mult înainte ca el sau fiii săi să pună piciorul vreodată în Kansas.” Potrivit primului său biograf James Redpath⁠(d), „timp de treizeci de ani, el a prețuit în secret ideea de a fi liderul unei insurecții a sclavilor: un Moise american, predestinat de Atotputernicie să conducă națiunile subjugate din statele noastre din Sud către libertate”.
Brown era foarte atent cu cine vorbea. „Căpitanul Brown a avut grijă să-și țină planurile necunoscute oamenilor săi”, conform lui Jeremiah Anderson, unul dintre participanții la raid.:358 Potrivit fiului său, Owen⁠(d), singurul care a supraviețuit dintre cei trei fii ai lui Brown care au participat, într-un interviu din 1873: „Întregul plan al lui John Brown nu a fost, cred eu, niciodată publicat”.
El a discutat pe larg planurile sale, timp de peste o zi, cu Frederick Douglass, încercând fără succes să-l convingă pe Douglass, un lider al negrilor, să-l însoțească la Harpers Ferry (pe care Douglass o considera o misiune sinucigașă care avea sorți de izbândă).:350–351:355–356
Brown credea că „câțiva bărbați care au dreptate și știu că au dreptate, pot răsturna un rege puternic. Cincizeci de bărbați, douăzeci de bărbați, în Allegheni ar rupe sclavia în bucăți în doi ani”.:426Așa cum a spus el mai târziu, după eșecul raidului său, „după cum cred acum, mă convinsesem singur în zadar că fără prea multă vărsare de sânge [prin revolta care ar trebui să izbucnească cu Harpers Ferry] [încheierea sclaviei] s-ar putea înfăptui.”:398

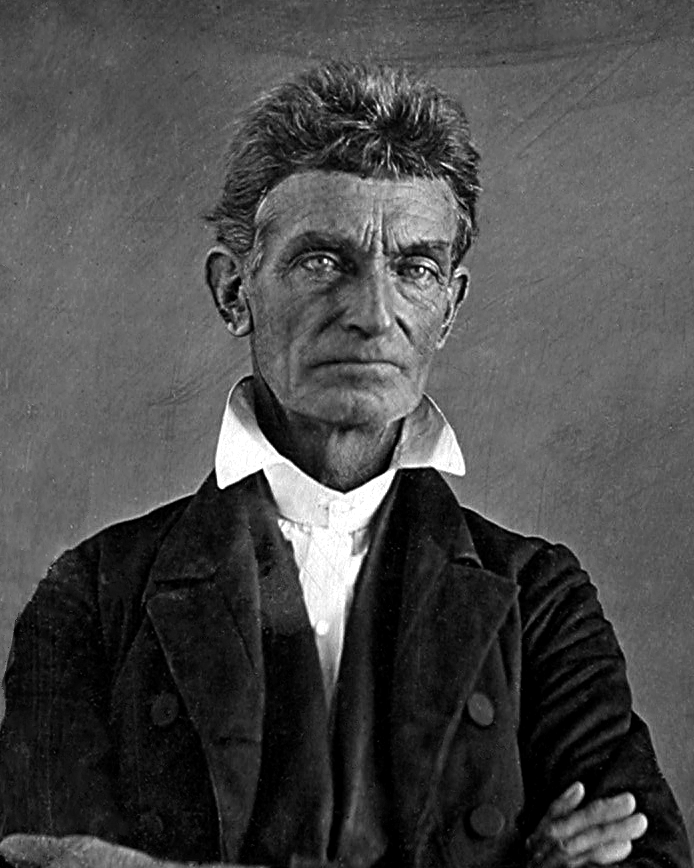
Brown c. 1856 (daghereotip)

Brown se întorsese în Est în noiembrie 1856 și a petrecut următorii doi ani în New England strângând fonduri. Inițial s-a întors la Springfield, unde a primit contribuții și o scrisoare de recomandare de la un negustor important și înstărit, George Walker. Walker era cumnatul lui Franklin Benjamin Sanborn⁠(d), secretarul Comitetului pentru Statul Kansas din Massachusetts, care l-a prezentat pe Brown mai multor aboliționiști influenți din zona Bostonului în ianuarie 1857.
Amos Adams Lawrence⁠(d), un important negustor din Boston, i-a dat în secret lui Brown o sumă mare de bani. William Lloyd Garrison⁠(d), Thomas Wentworth Higginson, Theodore Parker⁠(d) și George Luther Stearns⁠(d), și Samuel Gridley Howe⁠(d) l-au susținut și ei pe Brown. Un grup de șase aboliționiști bogați — Sanborn, Higginson, Parker, Stearns, Howe și Gerrit Smith⁠(d) — au acceptat să îi ofere lui Brown sprijin financiar pentru activitățile sale antisclavie; în cele din urmă, ei au furnizat cea mai mare parte a sprijinului financiar pentru raidul de la Harpers Ferry⁠(d) și au ajuns să fie cunoscuți ca Cei Șase din Secret, sau Comitetul celor Șase. Brown a cerut deseori ajutor de la ei „fără întrebări”, și rămâne neclar cât de mult din intențiile lui Brown era cunoscut celor șase. 
În decembrie 1857, o simulare de legislativ anti-sclavie, organizat de Brown, s-a întrunit la Springdale, Iowa⁠(d). În câteva dintre călătoriile lui Brown prin Iowa, el a ținut prelegeri la Hitchcock House⁠(d), un post de Underground Railroad din Lewis, Iowa⁠(d).
La 7 ianuarie 1858, Comitetul Massachusetts s-a angajat să furnizeze 200 de puști Sharps⁠(d) și muniție, care au fost depozitate la Tabor, Iowa⁠(d). În martie, Brown s-a înțeles cu Charles Blair, printr-un prieten intermediar, Horatio N. Rust din Collinsville, Connecticut⁠(d) (1828–1906), pentru 1.000 de lănci.
În lunile următoare, Brown a continuat să strângă fonduri, vizitând Worcester, Springfield, New Haven, Syracuse⁠(d) și Boston. La Boston, i-a cunoscut pe Henry David Thoreau și Ralph Waldo Emerson. A primit multe promisiuni, dar puțini bani. În martie, în timp ce se afla în New York, a fost prezentat lui Hugh Forbes, un mercenar englez, care avea experiență ca tactician militar luptând alături de Giuseppe Garibaldi în Italia în 1848. Brown l-a angajat ca maestru de antrenament al oamenilor săi și să scrie manualul lor tactic. Ei au convenit să se întâlnească în Tabor în acea vară. Folosind pseudonimul Nelson Hawkins, Brown a călătorit prin nord-est și apoi și-a vizitat familia în Hudson, Ohio⁠(d). Pe 7 august a ajuns în Tabor. Forbes a sosit două zile mai târziu. Pe parcursul a câteva săptămâni, cei doi au pus la punct un „plan bine maturizat” pentru lupta împotriva sclaviei în Sud. Ei s-au contrazis pe mai multe detalii. În noiembrie, trupele lor au plecat în Kansas. Forbes nu-și primise salariul și încă se certa cu Brown, așa că s-a întors în Est în loc să se aventureze în Kansas. El a amenințat curând că va turna Guvernului informații despre complot.  Acesta a fost momentul în care Brown a început să poarte barbă, „pentru a-și schimba aspectul obișnuit”.

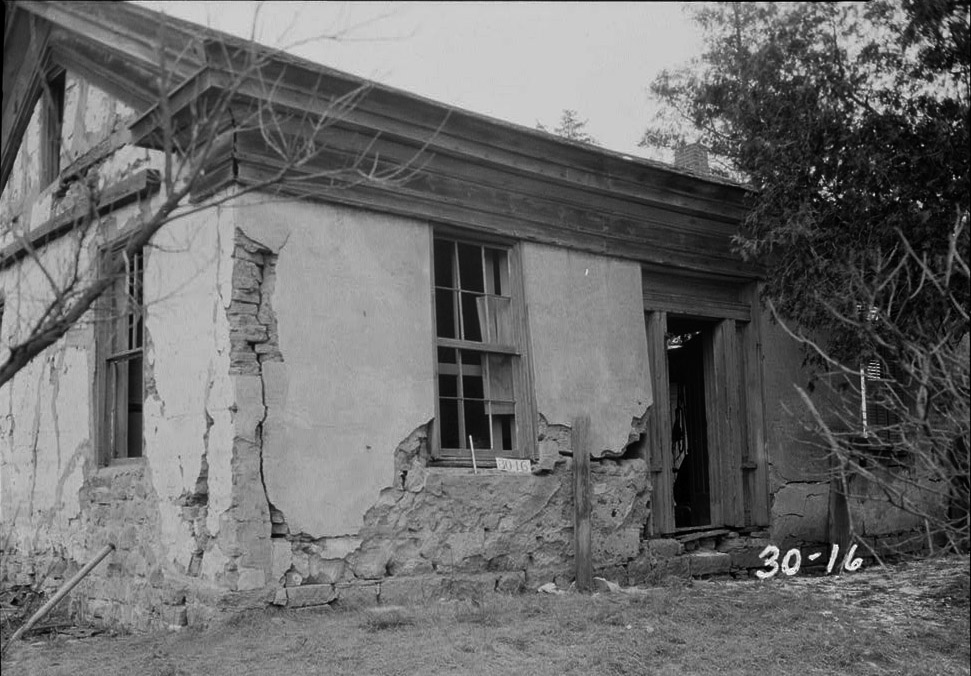
Casa lui William Maxon, lângă, unde au trăit și s-au antrenat asociații lui John Brown, 1857–1859. Brown însuși locuia în casa lui, la mai puțin de o milă distanță.

Cum la alegerile din octombrie, în Kansas a câștigat tabăra pentru stat liber, statul a fost liniștit. Brown și-a trimis oamenii înapoi în Iowa, unde le-a povestit despre planul său pentru Virginia. În ianuarie 1858, Brown și-a lăsat oamenii în Springdale, Iowa⁠(d), și a plecat să-l viziteze pe Frederick Douglass în Rochester, New York. Acolo a discutat despre planurile sale cu Douglass și a reevaluat criticile lui Forbes. Brown a scris o Constituție provizorie⁠(d) care ar fi creat un guvern pentru un nou stat în regiunea invadată de el. Apoi a călătorit la Peterboro, New York⁠(d) și la Boston pentru a discuta problemele cu Comitetul celor Șase. În scrisorile către ei, el a indicat că, împreună cu recruții, va merge în Sud echipat cu arme pentru a face „lucrarea din Kansas”. În timp ce se afla în Boston, făcea pregătiri secrete pentru operațiunea lui de la Harper's Ferry. Strângea bani pentru armele care erau fabricate în Connecticut. Capelanul aboliționist Photius Fisk⁠(d) i-a oferit o donație considerabilă și a obținut autograful său pe care l-a dat mai târziu Societății Istorice din Kansas⁠(d).
Brown și 12 dintre adepții săi, inclusiv fiul său Owen⁠(d), au călătorit la Chatham⁠(d), Ontario, unde pe 10 mai o convenție constituțională⁠(d). Convenția, cu câteva zeci de delegați, între care era și prietenul său James Madison Bell⁠(d), a fost organizată cu ajutorul doctorului Martin Delany⁠(d). O treime din cei 6.000 de locuitori din Chatham erau sclavi fugari și aici Brown a cunoscut-o pe Harriet Tubman, care l-a ajutat să recruteze adepți. Cei 34 de negri și 12 albi de la convenție au adoptat Constituția Provizorie⁠(d) a lui Brown. Brown folosea de multă vreme terminologia Căii Subterane de la sfârșitul anilor 1840, așa că este posibil ca Delany să fi combinat mai multe afirmații ale lui Brown făcute de-a lungul anilor. Oricum, Brown a fost ales comandant suprem și l-a numit pe John Henrie Kagi⁠(d) „secretarul său de război”. Richard Realf⁠(d) a fost numit „secretar de stat”. Elder Monroe, un pastor negru, urma să acționeze ca președinte până când era ales altul. AM Chapman era vicepreședintele interimar; Delany, secretarul corespunzător. În 1859, a fost redactată „O declarație de libertate a reprezentanților populației sclave a Statelor Unite ale Americii”.
Deși aproape toți delegații au semnat constituția, puțini s-au oferit voluntari să se alăture forțelor lui Brown, deși nu va fi niciodată clar câți expatriați canadieni intenționau de fapt să se alăture lui Brown din cauza unei „scurgeri de securitate” ulterioare care a modificat planurile pentru raid, creând o pauză în care Brown a pierdut contactul cu mulți dintre liderii canadieni. Această criză a apărut atunci când Hugh Forbes, mercenarul lui Brown, a încercat să expună senatorului Henry Wilson și altora din Massachusetts planurile lui Brown. Comitetul celor Șase se temea că numele lor vor fi făcute publice. Howe și Higginson au vrut să nu amâne progresul lui Brown, în timp ce Parker, Stearns, Smith și Sanborn au insistat asupra amânării. Stearns și Smith erau sursele majore de fonduri, iar cuvintele lor aveau mai multă greutate. Pentru a-l deruta pe Forbes și a-i invalida afirmațiile, Brown s-a întors în Kansas în iunie și a rămas în acea zonă timp de șase luni. Acolo și-a unit forțele cu James Montgomery⁠(d), care efectua raiduri în Missouri.

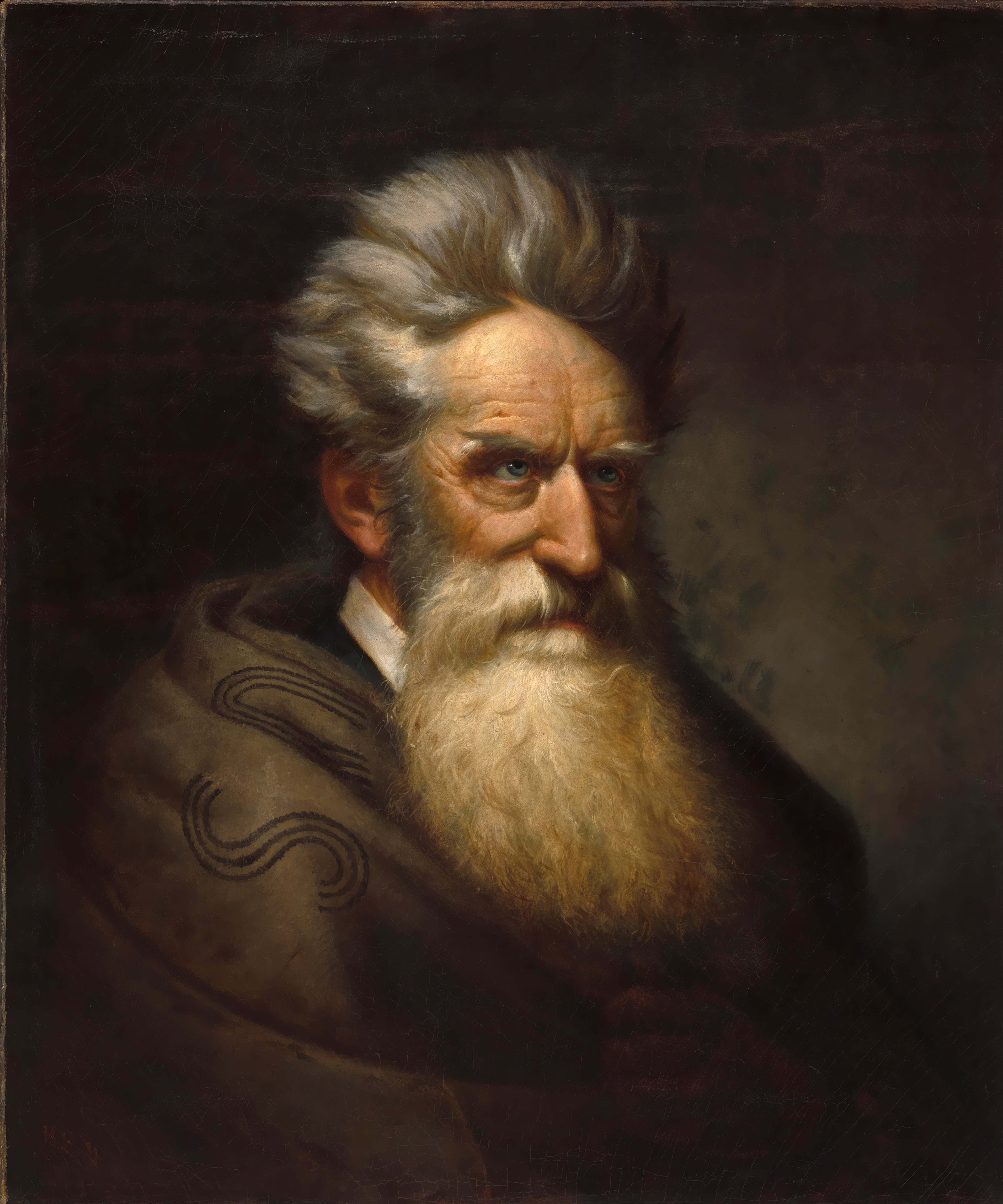
Portretul lui Brown de, 1872

Pe 20 decembrie, Brown și-a efectuat propriul raid⁠(d), în care a eliberat 11 sclavi, a luat prizonieri doi albi și a jefuit cai și vagoane. Guvernatorul statului Missouri a anunțat o recompensă de 3.000 de dolari (echivalent cu $81.844 in 2017) pentru capturarea sa. Pe 20 ianuarie 1859, el a pornit într-o lungă călătorie pentru a-i duce pe sclavii eliberați la Detroit și apoi pe un feribot către Canada. În timp ce trecea prin Chicago, Brown s-a întâlnit cu aboliționiștii Allan Pinkerton⁠(d), John Jones și Henry O. Waggoner, care au aranjat și au strâns bani pentru a plăti trecerea către Detroit și au cumpărat haine și provizii pentru Brown. Soția lui Jones, Mary, a ghicit că proviziile includeau costumul în care a fost spânzurat mai târziu Brown. Pe 12 martie 1859, Brown s-a întâlnit cu Frederick Douglass și cu abolițiștii din Detroit George DeBaptiste⁠(d), William Lambert și alții la casa lui William Webb din Detroit pentru a discuta despre emancipare. DeBaptiste a propus ca conspiratorii să arunce în aer unele dintre cele mai mari biserici din Sud. Brown, care simțea că umanitatea exclude o asemenea vărsare de sânge inutilă, s-a opus.
Pe parcursul următoarelor luni, a călătorit din nou prin Ohio, New York, Connecticut și Massachusetts pentru a obține mai mult sprijin pentru cauză. Pe 9 mai, a susținut o prelegere în Concord, Massachusetts, la care au participat Amos Bronson Alcott, Emerson și Thoreau. Brown a făcut o operațiune de recunoaștere cu Comitetul celor Șase. În iunie, el a făcut ultima sa vizită familiei sale în North Elba, înainte de a pleca spre Harpers Ferry. A stat o noapte pe drum în Hagerstown, Maryland⁠(d), la Washington House, pe strada West Washington. La 30 iunie 1859, hotelul avea cel puțin 25 de oaspeți, printre care I. Smith and Sons, Oliver Smith și Owen Smith și Jeremiah Anderson, toți din New York. Din documentele găsite în ferma Kennedy după raid, se știe că Brown i-a scris lui Kagi că se va caza la un hotel sub numele I. Smith and Sons.

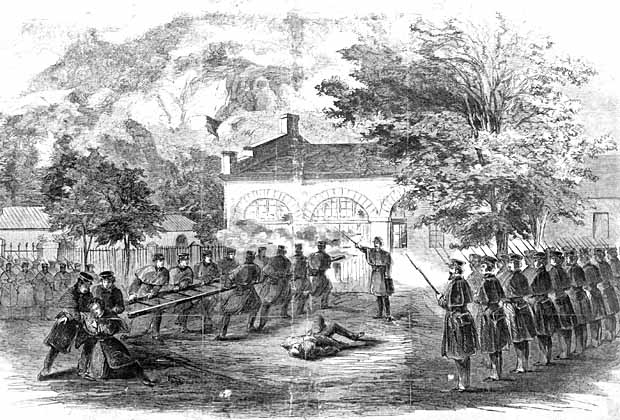
Ilustrația din ' cu pușcașii marini americani care atacă „Fortul” lui John Brown

Pe măsură ce a început să recruteze susținători pentru un atac asupra proprietarilor de sclavi, lui Brown i s-a alăturat Harriet Tubman, „generalul Tubman”, așa cum o numea el. Cunoștințele ei despre rețelele și resursele de sprijin din statele de frontieră Pennsylvania, Maryland și Delaware erau de neprețuit pentru Brown și conspiratorii săi. Unii aboliționiști, printre care Frederick Douglass și William Lloyd Garrison⁠(d), s-au opus tacticilor sale, dar Brown visa să lupte pentru a crea un nou stat pentru sclavii eliberați și s-a pregătit pentru acțiunea militară. După ce a început prima bătălie, credea el, sclavii se vor ridica și vor duce răscoala în Sud.
Brown i-a cerut lui Tubman să adune foști sclavi care locuiau pe atunci în sudul actualei provincii Ontario, care ar putea fi dispuși să se alăture forței sale de luptă, ceea ce ea a și făcut. A sosit în Harpers Ferry⁠(d) pe 3 iulie 1859. Câteva zile mai târziu, sub numele de Isaac Smith, a închiriat o fermă⁠(d) în statul Maryland din apropiere. A așteptat sosirea recruților săi. Cifrele la care se aștepta el nu s-au concretizat. La sfârșitul lunii august s-a întâlnit cu Douglass în Chambersburg, Pennsylvania⁠(d), unde a dezvăluit planul pentru Harpers Ferry. Douglass și-a exprimat rezerve mari, respingând solicitarea lui Brown de a se alătura misiunii. Douglass cunoștea planurile lui Brown încă de la începutul anului 1859 și făcuse o serie de eforturi pentru a descuraja negrii să se înroleze.
La sfârșitul lunii septembrie, cele 950 de lănci au sosit de la Charles Blair. Planul preliminar al lui Kagi prevedea o brigadă de 4.500 de oameni, dar Brown avea doar 21 de oameni (16 albi și 5 negri: trei negri liberi, un sclav eliberat și un sclav fugar). Ei aveau vârste cuprinse între 21 și 49 de ani. Doisprezece fuseseră cu Brown în raidurile din Kansas. Pe 16 octombrie 1859, lăsând în urmă trei oameni ca ariergardă, Brown a condus 18 oameni într-un atac asupra Armurăriei Harpers Ferry⁠(d). Primise 200 de Biblii ale lui Beecher⁠(d) — puști Sharps de calibru 13,2 mm — și lănci de la societățile aboliționiste din nord, ca pregătire pentru raid. Armurăria era un complex mare de clădiri care conținea 100.000 de muschete și puști, pe care Brown plănuia să le captureze și să le folosească pentru a înarma sclavii locali. Ei aveau să se îndrepte apoi spre Sud, atrăgând din ce în ce mai mulți sclavi din plantații și luptând doar în autoapărare. După cum au mărturisit Douglass și familia lui Brown, strategia lui era, în esență, să golească Virginia de sclavi, făcând ca instituția sclaviei să se prăbușească comitat după comitat, după care mișcarea să  se răspândească în Sud, făcând ravagii în viabilitatea economică a statelor pro-sclavie.

### Raidul
Raidul a început bine și la intrarea în oraș nu au întâmpinat rezistență. Au tăiat firele telegrafice și au capturat cu ușurință arsenalul, care era apărat de un singur paznic. Apoi au adunat ostatici de la fermele din apropiere, inclusiv pe colonelul Lewis Washington⁠(d), strănepotul lui George Washington. Ei au răspândit sclavilor locali vestea că eliberarea lor era aproape. Doi dintre sclavii ostaticilor au murit și ei în raid.
Lucrurile au început să meargă prost când s-a apropiat de oraș un tren Baltimore & Ohio⁠(d) pe direcția est. După ce a reținut trenul, Brown i-a permis în mod inexplicabil să-și continue drumul. La următoarea stație unde încă mai funcționa telegraful, conductorul a trimis o telegramă la sediul B&O din Baltimore. Compania feroviară a trimis telegrame președintelui Buchanan și guvernatorului Virginiei Henry A. Wise⁠(d).
Vestea raidului a ajuns la Baltimore în acea dimineață devreme și la Washington puțin mai târziu. Între timp, fermierii locali, negustorii și miliția i-au prins pe atacatorii din arsenal trăgând de la înălțimile din spatele orașului. Unii dintre localnici au fost împușcați de oamenii lui Brown. La prânz, o companie de miliție a ocupat podul, blocând singura cale de evacuare. Brown și-a mutat apoi prizonierii și atacatorii rămași în depozitul antiincendiu, o clădire mică din cărămidă la intrarea în armurărie. Avea ușile și ferestrele zăvorâte, cu găuri rotunde tăiate prin pereții de cărămidă. Forțele din jur au atacat clădirea, iar bărbații din interior au răspuns cu salve violente sporadice. Brown l-a trimis pe fiul lui, Watson, și pe un alt susținător cu un steag alb, dar mulțimea furioasă i-a împușcat. Apoi au izbucnit salve intermitente, iar fiul lui Brown, Oliver, a fost rănit. Fiul său l-a implorat pe tatăl său să-l omoare și să-i pună capăt suferinței, dar Brown a spus „dacă trebuie să mori, mori ca un bărbat”. Câteva minute mai târziu, Oliver era mort. Schimburile de focuri au durat pe tot parcursul zilei.

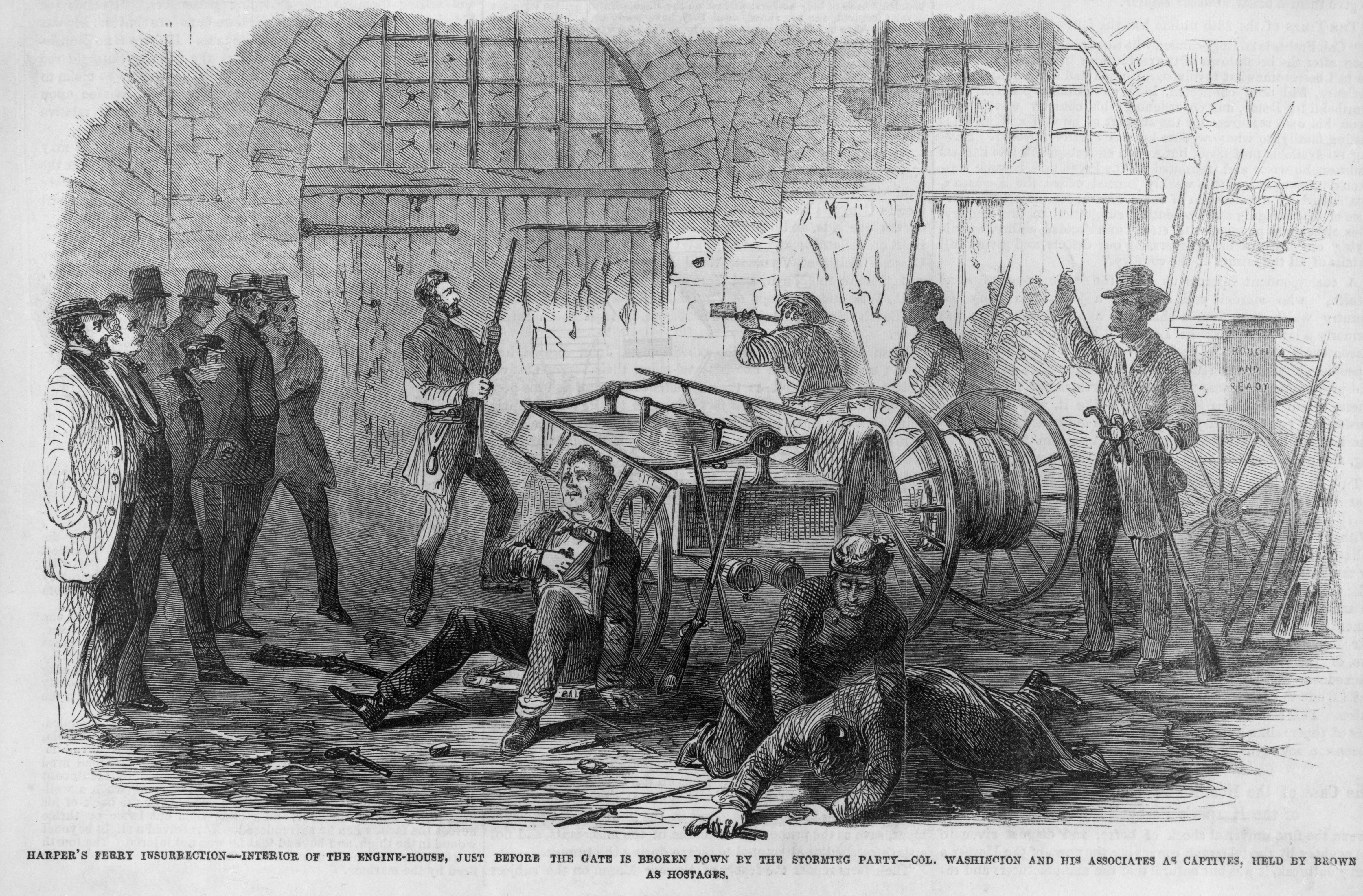
Ilustrație a interiorului Fortului imediat înainte ca ușa să fie dărâmată. În stânga se observă ostaticii.

Până în dimineața zilei de 18 octombrie, depozitul, cunoscut mai târziu sub numele de Fortul lui John Brown⁠(d), a fost înconjurat de o companie de pușcași marini americani sub comanda locotenentului Israel Greene⁠(d), USMC, cu colonelul Robert E. Lee al Armatei Statelor Unite la comanda generală. Locotenentul de forțe terestre JEB Stuart⁠(d) s-a apropiat sub un steag alb și le-a spus atacatorilor că viețile lor vor fi cruțate dacă se predau. Brown a refuzat, spunând: „Nu, prefer să mor aici”. Stuart a dat apoi un semnal. Pușcașii marini au folosit baroase și un berbec improvizat pentru a sparge ușa sălii mașinilor. Locotenentul Israel Greene l-a încolțit pe Brown și l-a lovit de mai multe ori, rănindu-l la cap. În trei minute, Brown și supraviețuitorii au fost luați prizonieri. 
În total, oamenii lui Brown au ucis patru persoane și au rănit nouă. Zece dintre oamenii lui Brown au fost uciși, inclusiv fiii săi Watson și Oliver. Cinci au scăpat, inclusiv fiul său Owen, iar șapte au fost capturați împreună cu Brown; aceșteia au fost repede judecăți și spânzurați la două săptămâni după John. Printre atacatorii uciși s-au numărat John Henry Kagi⁠(d), Lewis Sheridan Leary⁠(d) și Dangerfield Newby⁠(d); printre cei spânzurați, în afară de Brown, s-au numărat John Copeland⁠(d), Edwin Coppock⁠(d), Aaron Stevens⁠(d) și Shields Green.

## Procesul

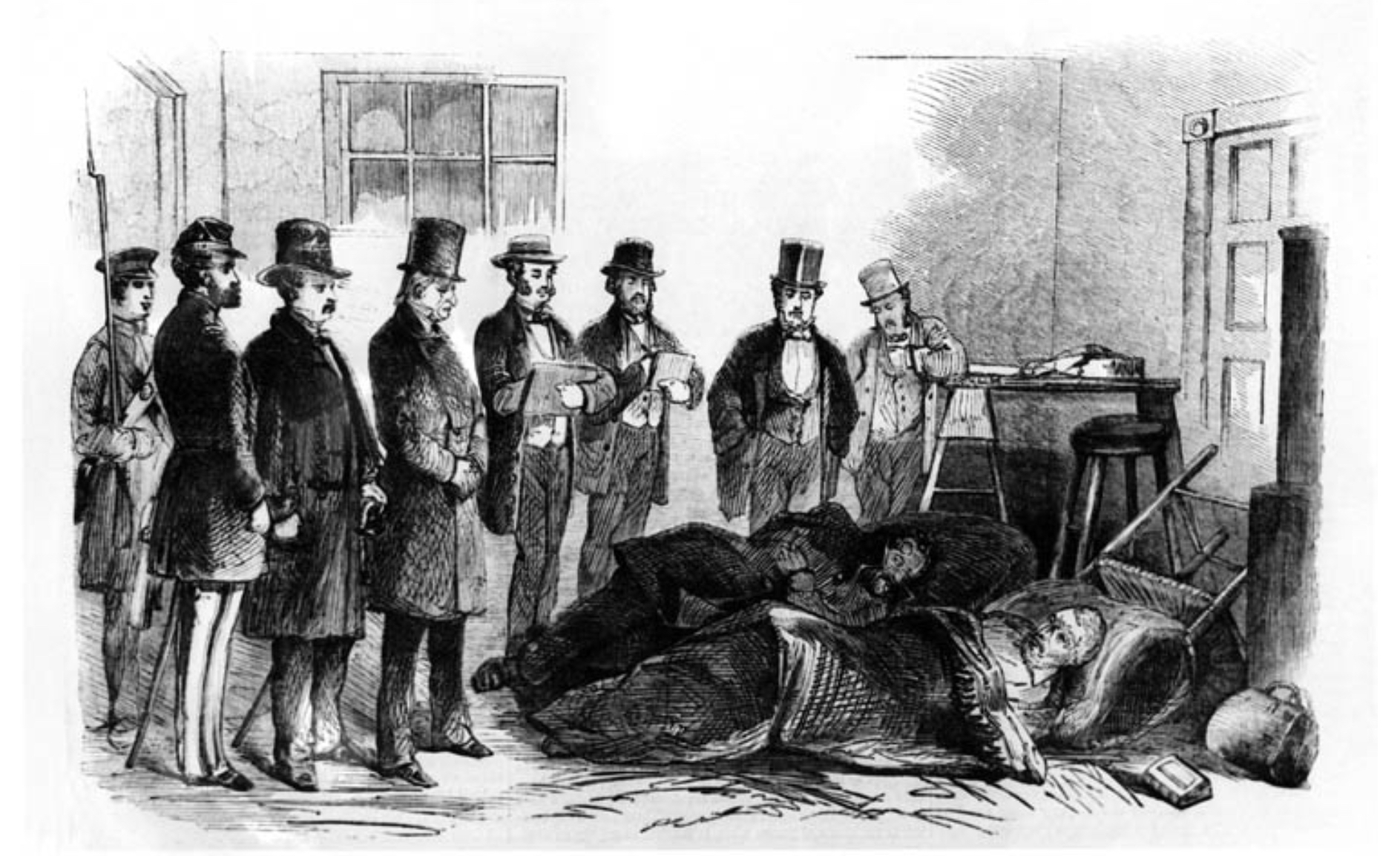
Brown tocmai a fost capturat și este interogat de guvernatorul Virginiei,, și alții,.

Brown și ceilalți prizonieri au fost ținuți în oficiul armurărei. Pe 18 octombrie 1859, guvernatorul Virginiei Henry A. Wise⁠(d), senatorul Virginiei James M. Mason⁠(d) și congressmanul Clement Vallandigham⁠(d) din Ohio au sosit la Harpers Ferry. Mason a condus interogatoriul de trei ore al lui Brown. 

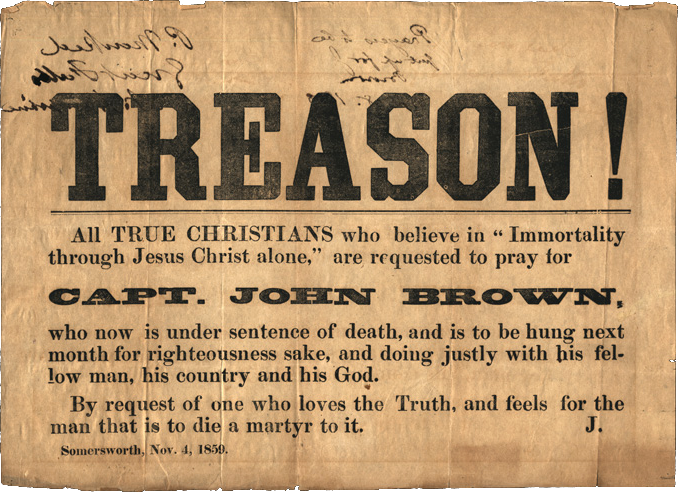

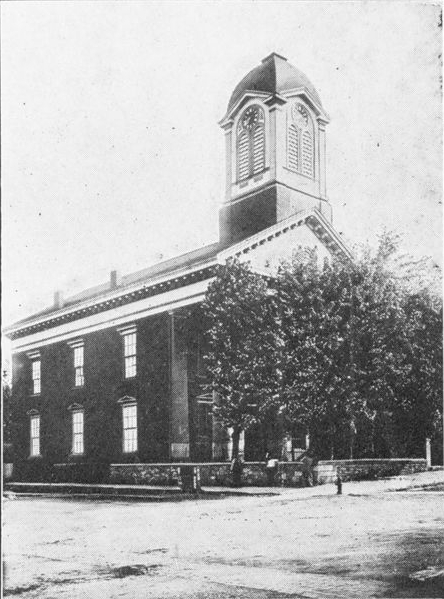
Vechiul Tribunal din Charles Town, comitatul Jefferson, Virginia, unde a fost judecat John Brown; clădirea este în diagonală peste drum de închisoare (c. 1906)

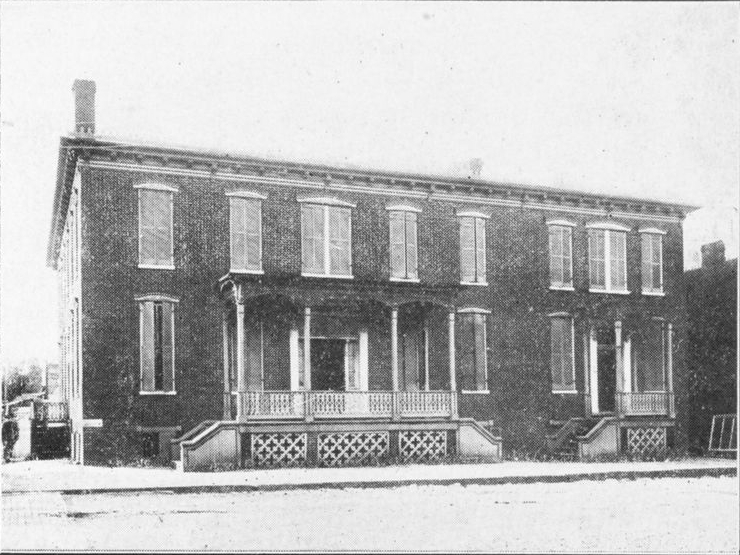
Două case din Charles Town. Cea din dreapta era închisoarea comitatului Jefferson, unde John Brown a fost închis în timpul și după procesul său. A fost dărâmată și pe locul ei este poșta din Charles Town

Deși atacul avusese loc pe proprietate federală, Wise dorea ca faptele să fie judecate în Virginia, iar președintele Buchanan nu s-a opus. Omorul nu era delict federal, și nici incitarea sclavilor la insurecție, iar o acțiune federală ar fi adus proteste aboliționiste. Brown și oamenii săi au fost judecați în Charles Town⁠(d), reședința comitatului Jefferson, aflată la doar 7 mile (11 km) vest de Harpers Ferry. Procesul a început pe 27 octombrie, după ce un medic a declarat că Brown, încă rănit, este apt pentru proces. Brown a fost acuzat de uciderea a patru albi și a unui negru, instigare la o insurecție a sclavilor și trădare împotriva statului Virginia. I-au fost repartizați o serie de avocați, printre care Lawson Botts, Thomas C. Green, Samuel Chilton⁠(d), un avocat din Washington DC și George Hoyt⁠(d), dar Hiram Griswold, avocat din Cleveland, a fost cel care a încheiat apărarea pe 31 octombrie. În pledoaria de încheiere, Griswold a susținut că Brown nu poate fi găsit vinovat de trădare împotriva unui stat căruia nu îi datora nicio loialitate și în care nu era rezident, că Brown nu a ucis personal pe nimeni și că eșecul raidului a indicat că Brown nu conspirase cu sclavii. Andrew Hunter⁠(d), procurorul principal din Charles Town și avocatul personal al guvernatorului Wise, a prezentat argumentele finale pentru acuzare.
Pe 2 noiembrie, după un proces de o săptămână și 45 de minute de deliberare, juriul din Charles Town l-a găsit pe Brown vinovat pentru toate cele trei capete de acuzare. El a fost condamnat să fie spânzurat în public pe 2 decembrie.:340–342
Procesul a atras reporteri care au putut să-și trimită prin noul telegraf⁠(d) articolele ce au fost retipărite în numeroase ziare. A fost primul proces din SUA care a fost relatat în presa națională.:291

### Din 2 noiembrie până în 2 decembrie 1859
Conform legii din Virginia, trebuia să treacă o lună înainte ca pedeapsa cu moartea să poată fi executată. Guvernatorul Wise a rezistat presiunilor de a devansa data execuției pentru că, spunea el, dorea ca toată lumea să vadă că drepturile lui Brown sunt respectate în totalitate.
Brown a clarificat în repetate rânduri în scrisorile și conversațiile sale că acestea au fost cele mai fericite zile din viața lui. Va fi ucis în public, așa cum spunea el, dar era un bătrân și, spunea el, aproape de moarte oricum. Brown avea pricepere politică și și-a dat seama că execuția sa va da o lovitură masivă împotriva Puterii Sclaviei, o lovitură mai mare decât dăduse el până atunci sau decât avea posibilitatea de a da altfel. Moartea lui avea acum un scop. Între timp, condamnarea la moarte i-a permis să-și facă publice părerile împotriva sclaviei prin intermediul reporterilor prezenți constant în Charles Town și prin corespondența sa voluminoasă.
Înainte de condamnare, reporterilor nu li s-a permis accesul la Brown, întrucât judecătorul și Andrew Hunter se temeau că, dacă ar fi publicate rapid, afirmațiile sale ar exacerba tensiunile, mai ales în rândul sclavilor. Aceasta l-a nemulțumit pe Brown, deoarece el declara că dorește să facă o relatare completă a motivelor și intențiilor sale prin intermediul presei.:212 Odată condamnat, restricția a fost ridicată și, bucuros de publicitate, a discutat cu toți reporterii și cu oricine altcineva care dorea să-l vadă, cu excepția clerului pro-sclavie.
Brown a primit mai multe scrisori decât a primit vreodată în viața lui. El a răspuns constant la acestea, cu sute de scrisori elocvente, adesea publicate în ziare,:43 și și-a exprimat regretul că nu a putut răspunde la fiecare dintre sutele pe care le-a primit. Cuvintele lui emanau spiritualitate și convingere. Scrisorile preluate de presa din Nord i-au câștigat mai mulți susținători în Nord, în timp ce au înfuriat pe mulți albi din Sud.

#### Planuri de salvare
Au existat planuri bine documentate și detaliate de salvare a lui Brown, așa cum i-a scris guvernatorul Virginiei Henry A. Wise⁠(d) președintelui Buchanan. De-a lungul săptămânilor, Brown și șase dintre colaboratorii săi s-au aflat în închisoarea comitatului Jefferson din Charles Town, orașul a fost plin de diverse tipuri de trupe și miliții, numărând sute și uneori mii de oameni. Drumurile lui Brown de la închisoare la tribunal și înapoi, și mai ales scurta călătorie de la închisoare la spânzurătoare, au fost puternic păzite. Wise a oprit toate transporturile nemilitare de pe calea ferată Winchester și Potomac⁠(d) (din Maryland la sud prin Harpers Ferry până la Charles Town și Winchester), în ziua execuției, și cu o zi înainte și după. Comitatul Jefferson era sub lege marțială, iar ordinele militare din Charles Town pentru ziua execuției aveau 14 puncte.
Cu toate acestea, Brown a spus de mai multe ori că nu vrea să fie salvat. El a refuzat ajutorul lui Silas Soule⁠(d), un prieten din Kansas care s-a infiltrat într-o zi în închisoarea comitatului Jefferson și s-a oferit să-l scoată pe timpul nopții și să fugă spre nord, în statul New York și, în cele din urmă, în Canada. Brown i-a spus lui Silas că, la 59 de ani, era prea bătrân pentru a trăi o viață fugind de autoritățile federale ca fugar. După cum a scris din închisoare soției și copiilor, el credea că „sângele meu va contribui cu mult mai mult la promovarea cauzei pe care m-am străduit cu seriozitate să o promovez, decât tot ceea ce am făcut în viața mea până acum”. „Valorez de neconceput dacă sunt spânzurat decât dacă trăiesc pentru orice alt scop”.
Pe 1 decembrie, soția lui Brown a sosit cu trenul în Charles Town, unde i s-a alăturat la închisoarea comitatului pentru ultima sa masă. I s-a refuzat permisiunea de a sta peste noapte, ceea ce l-a determinat pe Brown să-și piardă calmul pentru singura dată în timpul calvarului. Brown și-a făcut testamentul.
În ziua execuției lui Brown, pe 2 decembrie, au avut loc mari mitinguri⁠(d) în multe orașe din nord-est. În multe dintre cazuri, „negrii au fost actorii principali în crearea entuziasmului”.

### Reacția lui Victor Hugo
Victor Hugo, aflat în exil în Guernsey, a încercat să obțină o grațiere pentru John Brown: a trimis o scrisoare deschisă care a fost publicată de presa de pe ambele maluri ale Atlanticului. Acest text, scris la Hauteville-House la 2 decembrie 1859, avertiza despre un posibil război civil:
Politic vorbind, uciderea lui John Brown va fi un păcat de neîndreptat. Va crea în Uniune o fisură latentă care pe termen lung o va disloca. Agonia lui Brown poate că va consolida sclavia în Virginia, dar cu siguranță va zdruncina întreaga democrație americană. Vă salvați rușinea, dar vă ucideți gloria. Moral vorbind, pare că o parte din lumina umană se va stinge, că însăși noțiunea de dreptate și nedreptate se va ascunde în întuneric, în acea zi în care se va vedea asasinarea Emancipării de către Libertatea însăși.
Scrisoarea a fost publicată inițial în London News și a fost retipărită pe scară largă. După execuția lui Brown, Hugo a scris o serie de scrisori suplimentare despre Brown și cauza aboliționistă.:408–10
Aboliționiștii din Statele Unite au văzut în scrierile lui Hugo o dovadă a sprijinului internațional pentru cauza anti-sclavie. Cel mai mediatizat comentariu despre Brown care a ajuns în America din Europa a fost un pamflet din 1861, John Brown par Victor Hugo, care includea o scurtă biografie și retipărește două scrisori ale lui Hugo, inclusiv cea din 9 decembrie 1859. Frontispiciul pamfletului era o gravură a unui spânzurat, realizată de Hugo, care a devenit larg asociată cu execuția.

### Ultimele cuvinte ale lui Brown

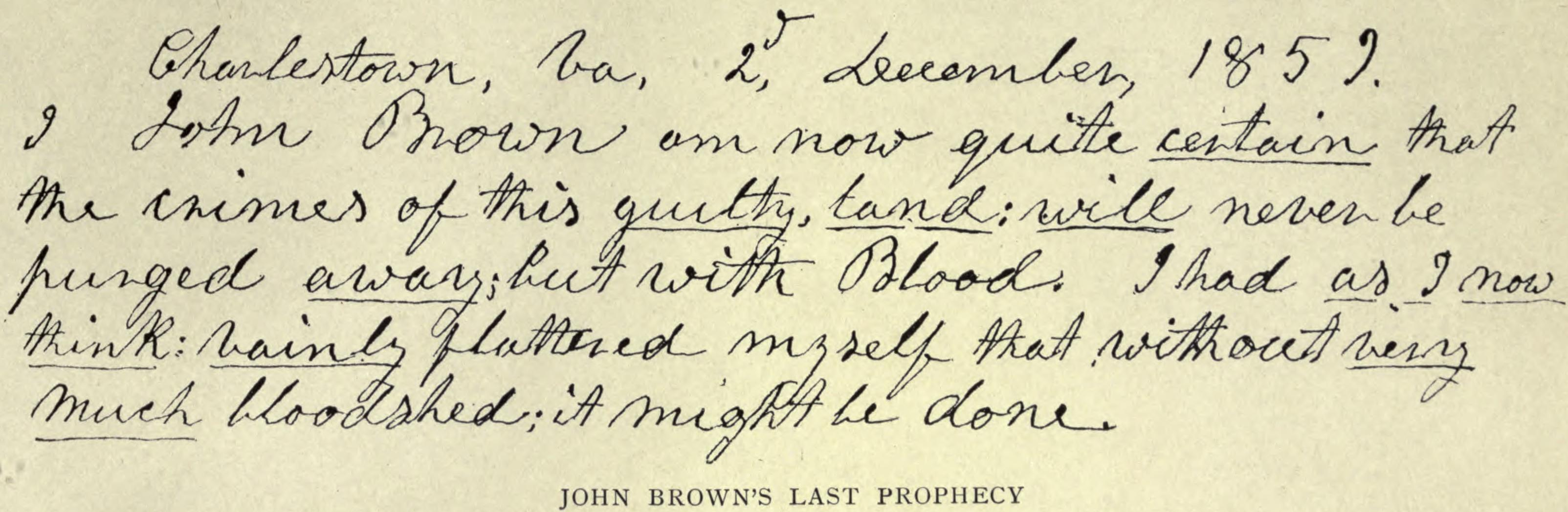
Copie a ultimelor cuvinte ale lui John Brown, transmise unui temnicer în drum spre spânzurătoare. Locația originalului este necunoscută.

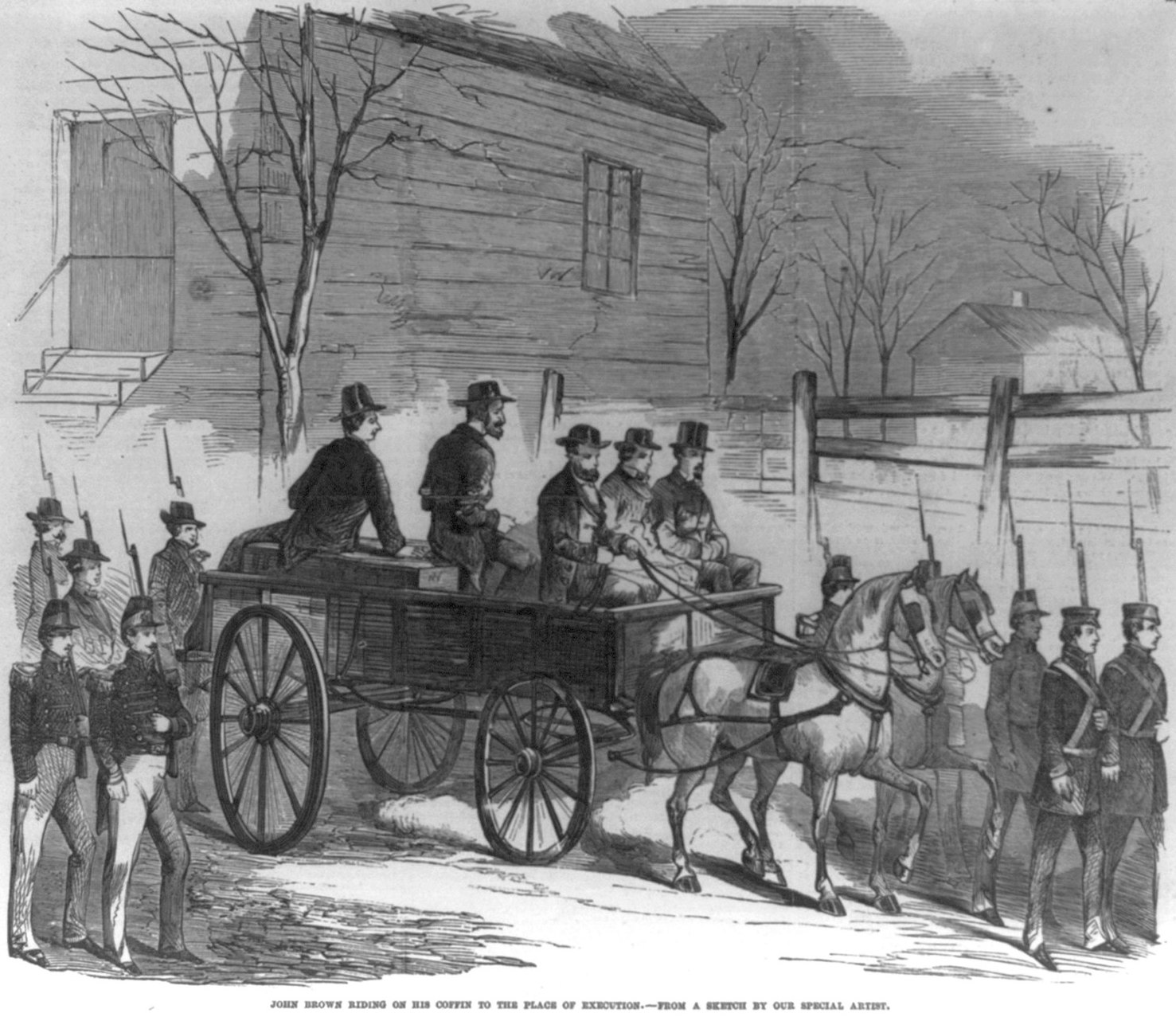
Brown stând pe sicriul său în drum spre locul execuției.

Brown era bine citit și știa că ultimele cuvinte ale oamenilor de seamă sunt apreciate. În dimineața zilei de 2 decembrie 1859, Brown a scris și i-a dat temnicerului său Avis cuvintele cu care dorea să rămână în amintire:
Eu, John Brown, sunt acum destul de sigur că crimele acestui pământ vinovat nu vor fi niciodată curățate decât cu sânge. Așa cum cred acum, mă măgulisem în zadar că fără prea multă vărsare de sânge s-ar putea înfăptui.

## Moartea și urmările
Și-a citit Biblia și i-a scris soției sale o scrisoare finală, care includea testamentul său. La ora 11:00 dimineața, a fost dus, așezat pe sicriul său, într-o căruță de mobilă, de la închisoarea comitatului, printr-o mulțime de 2.000 de soldați până la un câmp mic, la câteva străzi distanță, unde era spânzurătoarea. Printre soldații din mulțime se numărau viitorul general confederat Stonewall Jackson și John Wilkes Booth (cel din urmă împrumutând o uniformă de miliție pentru a fi admis la execuție). Poetul Walt Whitman, a descris în Year of Meteors, vizionarea execuției. 
Brown era însoțit de șerif și de ajutoarele lui, dar de niciun preot, deoarece nu era disponibil niciun preot aboliționist. Din moment ce regiunea era în toiul isteriei latente, cei mai mulți nordiști, inclusiv jurnaliștii, au fost alungați din oraș și este puțin probabil că vreun cleric anti-sclavie să fi fost în siguranță, chiar dacă cineva ar fi căutat să-l viziteze pe Brown. El a ales să nu primească slujbă religioase nici în închisoare și nici la eșafod. A fost spânzurat la 11:15 am și a fost declarat mort la 11:50 a.m.

### Înmormântarea

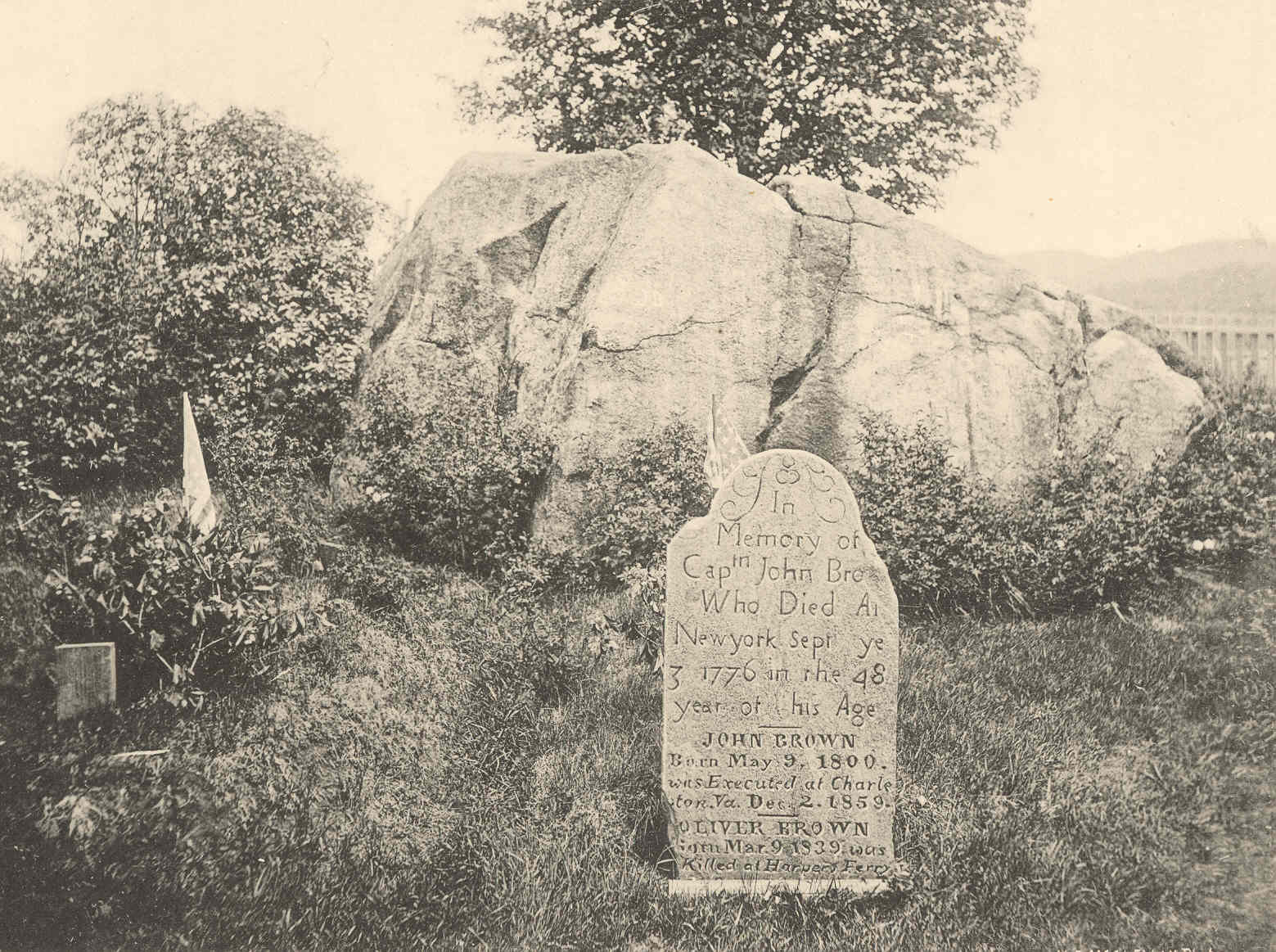
Mormântul lui Brown, 1896

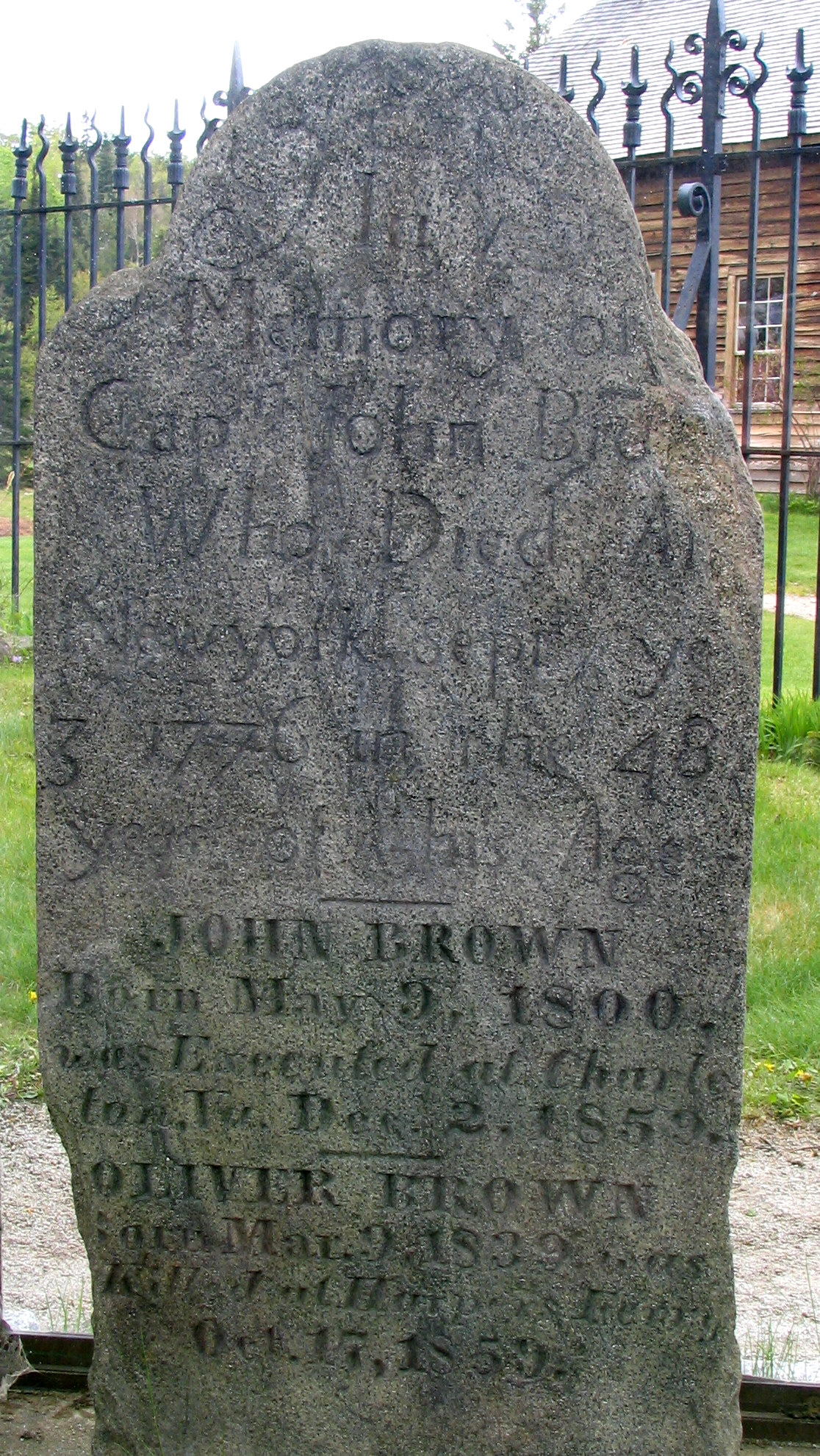
Piatra funerară a lui Brown

Dorința lui Brown, așa cum a transmis-o temnicerului din Charles Town, era ca trupul său să fie incinerat, iar „cenușa pusă în urnă”, iar fiii săi morți să fie dezgropați și tratați la fel. El a vrut ca epitaful lui să fie:

Lupta cea bună m-am luptat.
Călătoria am săvârșit.
Credința am păzit. (II Timotei 4:7)
Cu toate acestea, potrivit șerifului din comitatul Jefferson, legea din Virginia nu permitea incinerarea cadavrelor, iar dna. Brown nu a dorit aceasta. Trupul lui Brown a fost plasat într-un sicriu de lemn cu lațul încă în jurul gâtului, iar sicriul a fost apoi urcat într-un tren pentru a fi dus din Virginia la gospodăria familiei sale⁠(d) din North Elba, New York,⁠(d) pentru înmormântare.
Trupul trebuia pregătit pentru înmormântare; aceasta trebuia să aibă loc în Philadelphia. În Philadelphia erau mulți studenți și profesori de medicină pro-sclavie din Sud și, ca rezultat direct, ei au părăsit orașul în masă la 21 decembrie 1859, spre școlile de medicină din sud, pentru a nu se mai întoarce niciodată. Când Mary și trupul soțului ei au ajuns pe 3 decembrie, primarul Philadelphiei, Alexander Henry⁠(d), a venit în întâmpinarea trenului, cu mulți polițiști, și a spus că ordinea publică nu poate fi menținută dacă sicriul rămâne în Philadelphia. De fapt, el „a făcut un sicriu fals, acoperit cu flori și steaguri[,] care a fost ridicat cu grijă din vagon”; mulțimea a urmat sicriul fals. Sicriul autentic a fost trimis imediat mai departe. Trupul lui Brown a fost spălat, îmbrăcat și așezat, cu dificultate, într-un sicriu de nuc de 1,78 m, la New York. Trupul său a fost transportat prin Troy, New York, Rutland, Vermont și peste Lacul Champlain⁠(d) cu o ambarcațiune. A fost înmormântat pe 8 decembrie. Pastorul aboliționist Joshua Young⁠(d) a ținut slujba, la care au cuvântat McKim⁠(d) și Wendell Phillips⁠(d).
În Nord, au avut loc mari adunări memoriale, au bătut clopotele bisericilor, s-au tras salve de tun și scriitori celebri precum Emerson și Thoreau⁠(d) s-au alăturat multor nordici pentru a-l lăuda pe Brown.
Pe 4 iulie 1860, familia și admiratorii lui Brown s-au adunat la ferma lui pentru o pomenire informală. Aceasta a fost ultima dată când membrii supraviețuitori ai familiei lui Brown s-au adunat împreună. Ferma a fost vândută, cu excepția mormântului. În 1882, John Jr.⁠(d), Owen⁠(d), Jason și Ruth, văduva lui Henry Thompson, locuiau în Ohio; soția lui și cele două fiice ale lor necăsătorite — în California. În 1886, Owen, Jason și Ruth locuiau lângă Pasadena, California, unde au fost onorați într-o paradă.

### Ancheta Senatului

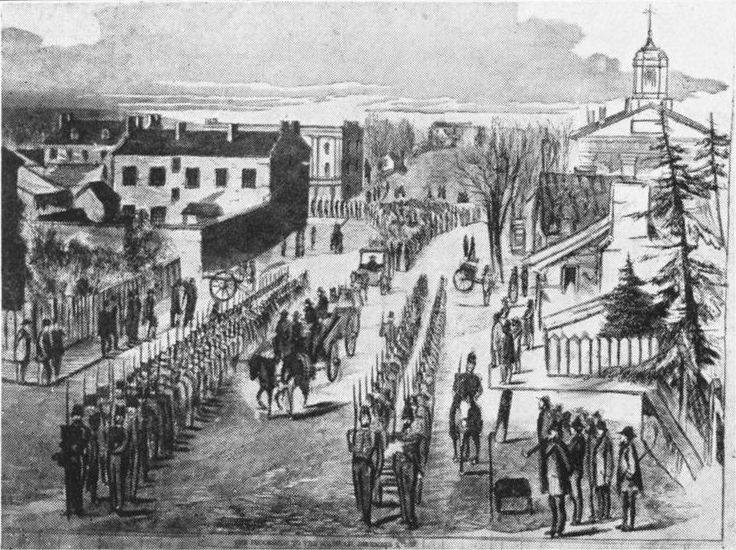
Brown stă pe sicriu în drum spre spânzurătoare. Soldații se aliniază de ambele părți, pentru a evita o salvare.

La 14 decembrie 1859, Senatul SUA a numit o comisie bipartizană de anchetă a raidului de la Harpers Ferry și pentru a stabili dacă cetățenii au contribuit cu arme, muniție sau bani în favoarea oamenilor lui John Brown. Democrații au încercat să-i implice pe republicani în raid; republicanii au încercat să se disocieze de Brown și de faptele sale.
Comisia Senatului a audiat mărturiile a 32 de martori, inclusiv a lui Liam Dodson, unul dintre abolițiștii supraviețuitori. Raportul, redactat de președintele comisiei, James Murray Mason⁠(d), un democrat pro-sclavie din Virginia, a fost publicat în iunie 1860. Nu s-a găsit nicio dovadă directă a vreunei conspirații, dar a implicat că raidul este rezultatul doctrinei republicane. Cei doi republicani din comisie au publicat un raport minorității⁠(d), dar aparent erau mai preocupați de negarea vinovăției Nordului decât de clarificarea naturii eforturilor lui Brown. Republicanii precum Abraham Lincoln au respins orice legătură cu raidul, numindu-l pe Brown „nebun”.
Ancheta s-a desfășurat într-un mediu tensionat în ambele camere ale Congresului. Un senator i-a scris soției sale că „membrii de ambele părți sunt în majoritate înarmați cu arme mortale și se spune că prietenii fiecăruia sunt înarmați în galerii”. După un schimb aprins de insulte, un mississippian l-a atacat pe Thaddeus Stevens din Pennsylvania cu un cuțit Bowie⁠(d) în Camera Reprezentanților. Prietenii lui Stevens au împiedicat o luptă deschisă.
Comisia Senatului a avut mare grijă ce întrebări pune celor doi susținători ai lui Brown, Samuel Howe⁠(d) și George Stearns⁠(d), de teamă să nu stârnească violențe. Howe și Stearns au spus mai târziu că întrebările au fost puse într-o manieră care le-a permis să dea răspunsuri sincere fără a-și declara vinovăția. Istoricul Războiului Civil James M. McPherson⁠(d) a declarat că „Un istoric care le citește mărturia va fi convins că ei au spus mai multe minciuni”.

### Urmările raidului

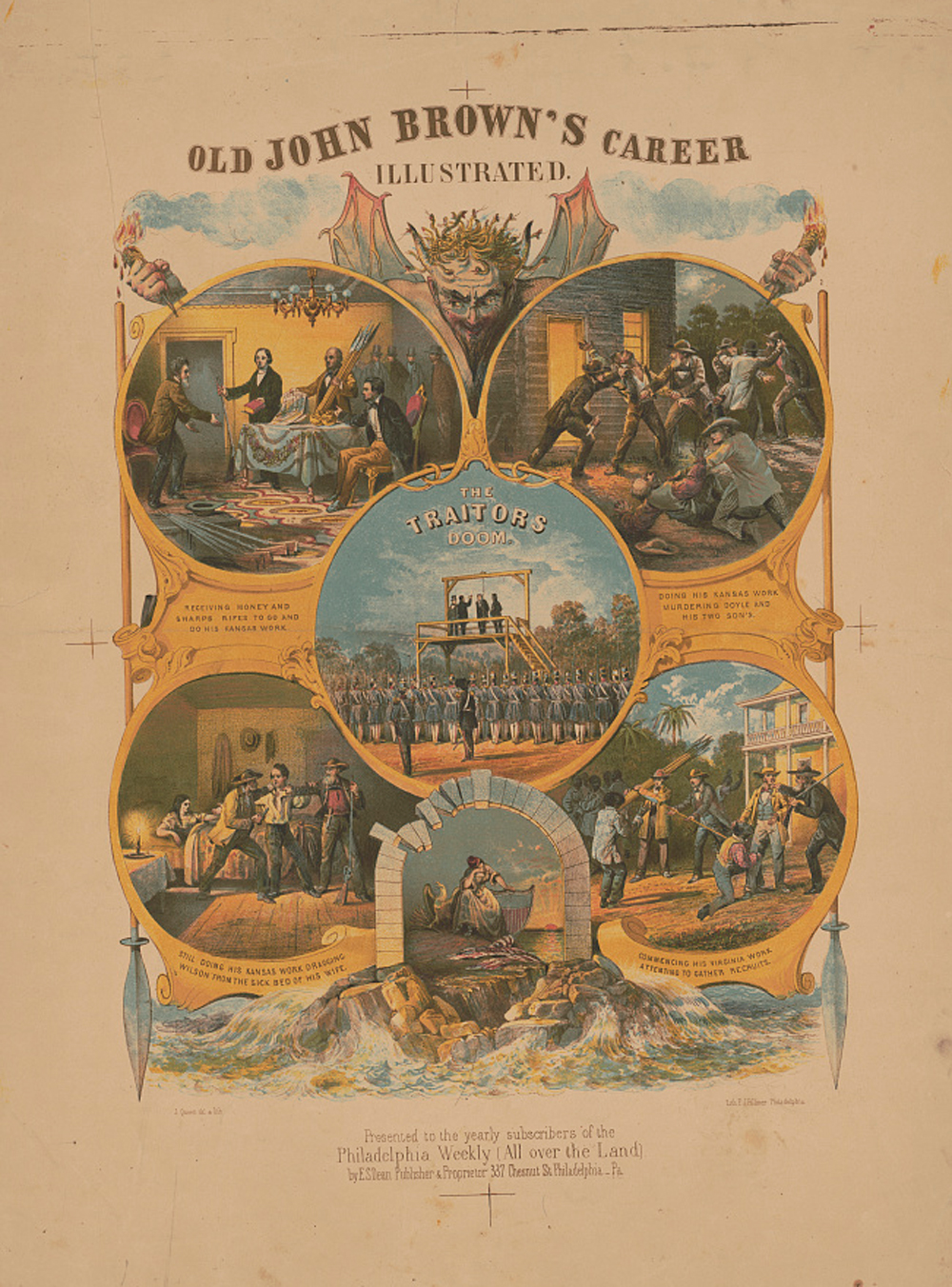
„Cariera bătrânului John Brown”, afiș din 1860

Raidul lui John Brown de la Harpers Ferry a fost printre ultimele dintr-o serie de evenimente care au condus la Războiul Civil American. Auzind primele relatări, conform cărora sute de aboliționiști sunt implicați, proprietarii de sclavi din Sud s-au simțit ușurați că efortul a fost atât de mic, dar s-au temut că alți aboliționiști îl vor imita pe Brown și că vor încerca să declanșeze răscoale ale sclavilor.:6 Viitorul președinte confederat Jefferson Davis se temea de „mii de John Brown”. Prin urmare, Sudul și-a reorganizat depășitul sistem de miliții. Aceste miliții, bine organizate până în 1861, au devenit o armată confederată gata făcută, astfel că Sudul a fost mai bine pregătit pentru război.
Democrații din Sud au acuzat că raidul lui Brown ar fi o consecință inevitabilă a platformei politice a ceea ce ei au numit invariabil „Partidul Republican Negru”. În lumina alegerilor viitoare din noiembrie 1860, republicanii au încercat să se distanțeze cât mai mult posibil de Brown, condamnând raidul și condamnându-l pe liderul acestuia drept un fanatic nebun. După cum explică un istoric, Brown a reușit să polarizeze politica: „Raidul lui Brown a reușit cu brio. A trasat o falie prin coaliția opoziției cu republicanii, care deja era fragilă, și a contribuit la intensificarea polarizării secționale care avea în curând să sfâșie Partidul Democrat și Uniunea.”
Mulți aboliționiști din nord îl priveau pe Brown ca pe un martir, care s-a sacrificat pentru păcatele națiunii. Imediat după raid, Wm. Lloyd Garrison⁠(d) a publicat în The Liberator un editorial în care judeca raidul lui Brown drept „bine intenționat, dar din păcate rău-îndrumat”, precum și „sălbatic și inutil”. Dar el apăra caracterul lui Brown de detractorii din presa din Nord și din Sud și susținea că cei care susțin principiile Revoluției Americane nu se pot opune convingător raidului lui Brown. În ziua în care Brown a fost spânzurat, Garrison a reiterat ideea din Boston: „oricând ar începe, nu pot decât să doresc succes tuturor insurecțiilor sclavilor”.
Frederick Douglass credea că „zelul lui Brown pentru cauza rasei mele era mult mai mare decât al meu – era ca soarele arzător față de biata mea lumânare – al meu era mărginit în timp, al lui întins până la țărmurile nemărginite ale eternității. Eu puteam să trăiesc pentru sclavi, dar el putea să moară pentru ei.”

## Vederile contemporanilor
Din 1859 și până la asasinarea lui Lincoln în 1865, Brown a fost cel mai celebru simbol american din nord, așa cum spunea Wendell Phillips⁠(d), și trădător pentru Sud. Potrivit lui Frederick Douglass, „el a fost cu soldații în acel război, a fost văzut în fiecare foc de tabără, iar băieții noștri au forțat victoria și libertatea, sincronizându-și pasul cu pasul bătrânului John Brown în timp ce sufletul său mergea mai departe...” Douglass l-a numit „un bătrân curajos și glorios. ... Istoria nu are o ilustrare mai bună a bunăvoinței pure și dezinteresate.”:254
Alți lideri negri ai vremii  — Martin Delany⁠(d), Henry Highland Garnet⁠(d), Harriet Tubman  — îl cunoșteau și îl respectau pe Brown. „Tubman credea că Brown este cel mai măreț om alb care a trăit vreodată”, și ea spunea mai târziu că el a făcut mai mult pentru negrii americani decât a făcut Lincoln.
Prăvăliile negrilor din nord s-au închis în ziua execuției sale.:180 În tot Nordul au bătut clopotele bisericilor.:179 Au fost mitinguri masive în multe orașe.
Ca răspuns la condamnarea la moarte, Ralph Waldo Emerson a remarcat că „[John Brown] va aduce spânzurătorii aceeași glorie pe care o are Crucea”.
Potrivit lui WEB Du Bois⁠(d) în biografia sa din 1909, „John Brown avea dreptate”, raidul lui Brown a reprezentat „o mare lumină albă — o strălucire neclintită, orbitoare de strălucirea ei atotvăzătoare, făcând din întreaga lume pur și simplu o lumină și un întuneric — un bine și un rău”.
În 1863, Julia Ward Howe a scris popularul cântec, Battle Hymn of the Republic, pe melodia „Trupul lui John Brown”, care includea o linie „cum a murit el să facă oamenii sfinți, noi să murim să facem oamenii liberi”, comparând sacrificiul lui Brown cu cel al lui Isus Hristos.:179

### Opinii ale istoricilor și ale altor scriitori
Autorii continuă să dezbată energic pe marginea personalitării, sănătății mintale, motivațiilor, moralității și relației lui Brown cu aboliționismul. În The Impending Crisis, 1848–1861⁠(d) (1976), David Potter⁠(d) a susținut că efectul emoțional al raidului lui Brown a depășit efectul filozofic al dezbaterilor Lincoln-Douglas și a reafirmat o diviziune profundă între Nord și Sud. Malcolm X a spus că albii nu puteau fi primiți în Organizația Unității Afro-Americane pe care o conduce el, dar „dacă John Brown ar fi încă în viață, l-am putea primi”.
Unii scriitori îl descriu pe Brown ca pe un zelot monoman, alții ca pe un erou. În 1931, United Daughters of the Confederacy⁠(d) și Sons of Confederate Veterans⁠(d) au ridicat un contra-monument, în memoria lui Heyward Shepherd⁠(d), un negru liber care a fost prima victimă a raidului de la Harpers Ferry, susținând fără dovezi că acesta ar fi un „reprezentant al negrilor din vecinătate, care nu voia să ia parte”. Până la mijlocul secolului al XX-lea, unii cercetători erau destul de convinși că Brown era un fanatic și ucigaș, în timp ce unii afro-americani susțineau o viziune pozitivă a lui. Potrivit lui Stephen Oates⁠(d), „spre deosebire de majoritatea americanilor de la vremea lui, el nu era deloc rasist. Îi trata pe negrii ca pe egalii lui. ... A avut succes, un succes extraordinar pentru că a fost un catalizator al Războiului Civil. El nu l-a provocat, dar a dat foc fitilului care a dus la explozie.” Jurnalistul Richard Owen Boyer⁠(d) l-a considerat pe Brown „un american care și-a dat viața pentru ca milioane de alți americani să fie liberi”, iar alții au avut opinii la fel de pozitive.
Câteva lucrări din secolul al XXI-lea despre Brown se remarcă prin absența ostilității care caracterizat lucrări similare scrise cu un secol mai devreme (când părerile lui Lincoln împotriva sclaviei erau trecute sub tăcere).:181–89 Jurnalistul și documentaristul Ken Chowder îl considera pe Brown „încăpățânat... egoist, cu dreptatea lui și uneori înșelător; totuși... în anumite momente, un om grozav” și susține că Brown a fost adoptat atât de stânga, cât și de dreapta și acțiunile sale „au fost învârtite” pentru a se potrivi cu viziunea despre lume a fiecăruia în diferite momente din istoria Americii. Toledo (2002), Peterson (2002), DeCaro (2002, 2007), Reynolds (2005) și Carton (2006) laudă critic istoria lui Brown, departe de opiniile autorilor anteriori. Trecerea către o perspectivă apreciativă îi mută pe mulți istorici albi către punctul de vedere susținut de mult timp de savanți de culoare precum WEB Du Bois⁠(d), Benjamin Quarles⁠(d) și Lerone Bennett, Jr.⁠(d)

### Istoriografia
Odată ce epoca Reconstrucției s-a încheiat, țara s-a îndepărtat de cauza anti-sclavie și de legea marțială impusă în Sud, iar viziunea istorică asupra lui Brown s-a schimbat. Istoricul James Loewen⁠(d) a cercetat manualele de istorie americană dinainte de 1995 și a remarcat că până în 1890, istoricii îl considerau pe Brown perfect sănătos mintal, dar cam de prin 1890 până în 1970, el a fost în general descris ca cu nebun. După aceea, alte interpretări  au început să câștige teren.:173–203
Deși biografia lui Brown din 1910 scrisă de Oswald Garrison Villard⁠(d) era considerată a fi prietenoasă (Villard era nepotul aboliționistului Garrison), el a pus gaz pe focul denigrărilor anti-Brown, criticându-l ca fiind un nebun rătăcit, certăreț și ucigaș. Villard însuși era pacifist și îl admira pe Brown în multe privințe, dar felul cum a interpretat el faptele a oferit o paradigmă pentru scriitorii anti-Brown de mai târziu. La fel, o carte din 1923 afirma că „cu cât ne îndepărtăm mai mult de entuziasmul din 1859, cu atât suntem mai dispuși să considerăm că acest om extraordinar a fost victima amăgirilor mintale”.
În 1978, istoricul NYU Albert Fried a concluzionat că istoricii care l-au descris pe Brown ca pe o figură disfuncțională „mă informează de fapt despre predilecțiile lor, despre judecata lor asupra evenimentului istoric, despre identificarea lor cu moderații și opoziția lor față de «extremiști»”. Această viziune despre Brown a ajuns să prevaleze atât în scrierea academică, cât și în jurnalism. Biograful Louis DeCaro Jr. scria în 2007: „nu există un consens cu privire la Brown nici în academie, nici în mass-media”. Paralelele mai recente realizate între Brown și figuri ca Timothy McVeigh sau Osama bin Laden reflectă în continuare aceeași părtinire despre care Fried a discutat cu o generație în urmă.
- Unii istorici, cum ar fi Paul Finkelman⁠(d), îl compară pe Brown cu teroriștii contemporani ca Osama bin Laden și Timothy McVeigh,[178] Finkelman numindu-l „pur și simplu parte dintr-o lume foarte violentă” și afirmând în continuare că Brown „era un slab tactician, un slab strateg, era un prost planificator, și nu era un general foarte bun — dar nu era nebun”.[27]
- Istoricul James Gilbert afirmă că, după criteriile secolului al XXI-lea, Brown poate fi etichetat drept terorist.[179]:101 Gilbert scria: „Faptele lui Brown se conformează definițiilor contemporane ale terorismului, iar predispozițiile sale psihologice sunt în concordanță cu modelul teroristului”.[180]
- Biograful Stephen B. Oates⁠(d) l-a descris pe Brown ca „defăimat drept visător dement... (dar) de fapt una dintre cele mai perspicace ființe umane din generația sa”.[181]

- Biograful David S. Reynolds⁠(d) îi conferă lui Brown meritul pentru începutul Războiului Civil sau „uciderea sclaviei” și îi avertizează pe alții împotriva identificării lui Brown cu terorismul.[182] Reynolds considera că Brown a inspirat Mișcarea pentru Drepturile Civile⁠(d) de după un secol, adăugând că „este înșelător să îl identifici pe Brown cu teroriștii moderni”.[183]
- Biograful Louis A. DeCaro Jr., care a dezmințit multe acuzații istorice despre începutul vieții lui Brown și despre cariera lui publică, concluzionează că, deși „nu era nici pe departe singurul aboliționist care a echivalat sclavia cu păcatul, lupta sa împotriva sclaviei a fost mult mai personală și mai religioasă decât a fost pentru mulți aboliționiști, la fel cum respectul și afecțiunea lui pentru oamenii de culoare a fost mult mai personal și religios decât pentru majoritatea dușmanilor sclaviei”.[184]
- Istoricul și documentaristul vieții lui Brown Louis Ruchames a scris: „Acțiunea lui Brown a fost una de mare idealism și l-a plasat în compania marilor eliberatori ai omenirii”.[185]

## Influențe
Legătura dintre viața lui John Brown și multe dintre răscoalele sclavilor din Caraibe a fost clară de la început. Brown s-a născut în perioada Revoluției Haitiene⁠(d), în care sclavii haitieni s-au ridicat la luptă împotriva francezilor. Rolul pe care l-a jucat revoluția la formularea directă a punctelor de vedere aboliționiste ale lui Brown nu este clar; cu toate acestea, revoluția a avut un efect evident asupra viziunii generale față de sclavie în nordul Statelor Unite, iar în statele sudice a fost un avertisment al ororilor (așa cum le vedeau ei) ce aveau să vină. După cum observa WEB Du Bois⁠(d), implicarea sclavilor în Revoluțiile Americane, precum și „agitația din Hayti și noul entuziasm pentru drepturile omului, au condus la un val de emancipare care a început în Vermont în timpul Revoluției și a cuprins Noua Anglie și Pennsylvania, terminându-se în cele din urmă la New York și New Jersey”.:80–81 Acest sentiment schimbat, care a avut loc la sfârșitul secolului al XVIII-lea și începutul secolului al XIX-lea, a avut un rol în crearea opiniilor aboliționiste ale lui Brown în timpul maturizării sale.
Insurecția sclavilor din 1839 de la bordul vasului spaniol La Amistad⁠(d), în largul coastelor Cubei, oferă un exemplu emoționant al sprijinului și al atracției lui John Brown față de răscoalele sclavilor din Caraibe. Pe La Amistad, Joseph Cinqué⁠(d) și alți aproximativ 50 de sclavi au capturat nava, care trebuia să îi transporte de la Havana la Puerto Príncipe, Cuba, în iulie 1839, și au încercat să se întoarcă în Africa. Cu toate acestea, prin înșelătorie, nava a ajuns în Statele Unite, unde Cinque și oamenii săi au fost judecați. În cele din urmă, instanțele i-au achitat pe aceștia pentru că la acea vreme comerțul internațional cu sclavi era ilegal în Statele Unite.:54 Potrivit fiicei lui Brown, „Turner și Cinque s-au distins în stima” lui Brown pentru eroii negri. Mai mult, ea a remarcat „admirația lui Brown față de caracterul și leadershipul lui Cinque în a-și îndeplini obiectivele cu atât de puțină vărsare de sânge!”:46 În 1850, Brown s-a referit cu afecțiune la răscoală, spunând: „nimic nu farmecă atât de mult poporul american decât curajul personal. Fiți martori la cazul lui Cinque, de veșnică amintire, la bordul Amistadului.”:54–55 Răscoalele sclavilor din Caraibe au avut un impact clar și important asupra opiniilor lui Brown față de sclavie și asupra sprijinului său ferm față de cele mai radicale forme de aboliționism. Acesta nu este însă cea mai importantă parte a influenței revoltelor asupra lui Brown.
Cunoștințele specifice pe care le-a dobândit John Brown din tacticile folosite în Revoluția Haitiană și în alte răscoale din Caraibe au fost de o importanță capitală atunci când Brown a pus ochii pe arsenalul federal de la Harpers Ferry, Virginia. După cum explica tovarășul lui Brown, Richard Realf⁠(d), unui comitet al celui de al 36-lea Congres, „el se poziționase în raport cu războaiele lui Toussaint L'Ouverture; se familiarizase în detaliu cu războaiele din Hayti și din insulele din jur”.:216 Studiind răscoalele sclavilor din regiunea caraibiană, Brown a învățat multe despre cum să ducă corect un război de gherilă. Un element cheie pentru succesul prelungit al acestui război era înființarea comunităților de marooni⁠(d), care erau în esență colonii de sclavi fugari. După cum observa un articol contemporan, Brown ar fi folosit aceste instituții pentru a „se retrage și a eluda atacurile pe care nu le putea respinge. El avea să mențină și să prelungească un război de gherilă, din care . . . Haiti a oferit” un bun exemplu.:106
Ideea de a crea comunități de marooni a fost impulsul pentru crearea „Constituției și ordonanțelor provizorii pentru poporul Statelor Unite” a lui John Brown, care a ajutat la detalierea modului în care vor fi guvernate astfel de comunități. Cu toate acestea, ideea de colonii maroone de sclavi nu este o idee exclusivă pentru regiunea Caraibelor. De fapt, comunitățile maroone erau larg răspândite în sudul Statelor Unite de la mijlocul anilor 1600 până în 1864, în special în regiunea Great Dismal Swamp⁠(d) din Virginia și Carolina de Nord. Similar Revoluției din Haiti, și în Războaiele Seminole⁠(d), desfășurate în Florida de astăzi, au fost implicate comunități maroone, care, deși depășite numeric de aliații băștinași, erau luptători mai eficienți.:106
Deși coloniile maroone din America de Nord au avut, fără îndoială, un efect asupra planului lui John Brown, impactul lor a fost foarte mic în comparație cu cel al comunităților maroone din locuri precum Haiti, Jamaica și Surinam. Relatările prietenilor și tovarășilor lui Brown dovedesc această idee. Richard Realf, un tovarăș al lui Brown din Kansas, observa că Brown nu numai că a studiat răscoalele sclavilor din Caraibe, ci s-a concentrat mai atent pe maroonii din Jamaica și pe cei implicați în eliberarea Haitiului. Prietenul lui Brown, Richard Hinton, a remarcat și el că Brown știa „pe de rost” evenimentele din Jamaica și Haiti.:107 Thomas Wentworth Higginson, un camarad al lui Brown și membru în comitetul secret al celor șase⁠(d), a declarat că planul lui Brown presupunea „strângerea trupelor și familiilor de sclavi fugari” și „stabilirea lor permanentă în acele cetățui [de la munte], ca și maroonii din Jamaica și Surinam”. Brown plănuise ca aceste colonii maroone să reziste pe o perioadă prelungită de război.

## Amintirea
Dintre marile figuri asociate cu Războiul Civil American, cu excepția lui Abraham Lincoln, Brown este cel mai studiat și analizat. Deja în 1899, bibliografia despre el umplea 10 pagini, fără a include și articolele de ziar.
Deși printre cei mai studiați, Brown este printre cei mai puțin comemorați. Niciun guvern statal, federal sau local din Statele Unite nu îl onorează pe Brown, în afară de întreținerea unor muzee mici, doar Vermontul având desemnată o zi a lui John Brown. De exemplu, nu există niciun monument al lui Brown în Harpers Ferry, unde raidul său nu este amintit cu drag de locuitori. A existat un monument național⁠(d), dar astăzi este doar un parc istoric. Există, în schimb, un monument al sclavului credincios⁠(d) care ar fi refuzat să i se alăture.
În 1878, Ward Burlingame, redactor de ziar și secretar confidențial al mai multor politicieni din Kansas, a afirmat că în Kansas, „memoria lui John Brown este prețuită cu o venerație deosebită” și a propus ca Brown să fie una dintre cele două statui ale Kansasului din Sala Statuară Națională⁠(d) a Capitoliului SUA. Această sugestie a fost aprobată de către Societatea Istorică din Kansas⁠(d). Șaptesprezece ani mai târziu, Legislativul Kansasului⁠(d) l-a ales pe Brown pentru una dintre cele două statui, ca răspuns la alegerea de către Virginia a lui Robert E. Lee. Kansanii aveau însă opinii mixte despre Brown. Statuia nu a fost niciodată finanțată, nu a fost niciodată ales vreun sculptor, iar în 1914 Brown a fost „înlocuit” cu o statuie a guvernatorului Kansasului George Washington Glick⁠(d) (în 2003 înlocuit de Dwight David Eisenhower).
Kate Field⁠(d) a strâns bani pentru a oferi statului New York ceea ce urma să fie, în cuvintele ei, „Mormântul și ferma lui John Brown”. Guvernul statului New York a transformat-o în situl istoric Ferma John Brown⁠(d).
În 1959, la centenarul raidului, singurul lucru sărbătorit în Harpers Ferry a fost capturarea lui Brown. A fost pusă în scenă o piesă de teatru „igienizată”, al cărei subiect au fost acele evenimente.:200 „Bunicul meu era confederat și nu vom vorbi despre John Brown”, a spus Edwin (Mac) Dale, la acea vreme superintendent al parcului național.:195Era atât de anti-Brown încât un istoric NPS a venit la Harpers Ferry „pentru a-l ajuta să își depășească obiecțiile”, fără succes. Dale a refuzat să accepte atenția pe care urma să o primească raidul și s-a transferat la Parcul Istoric Național Canalul Chesapeake și Ohio⁠(d).:94

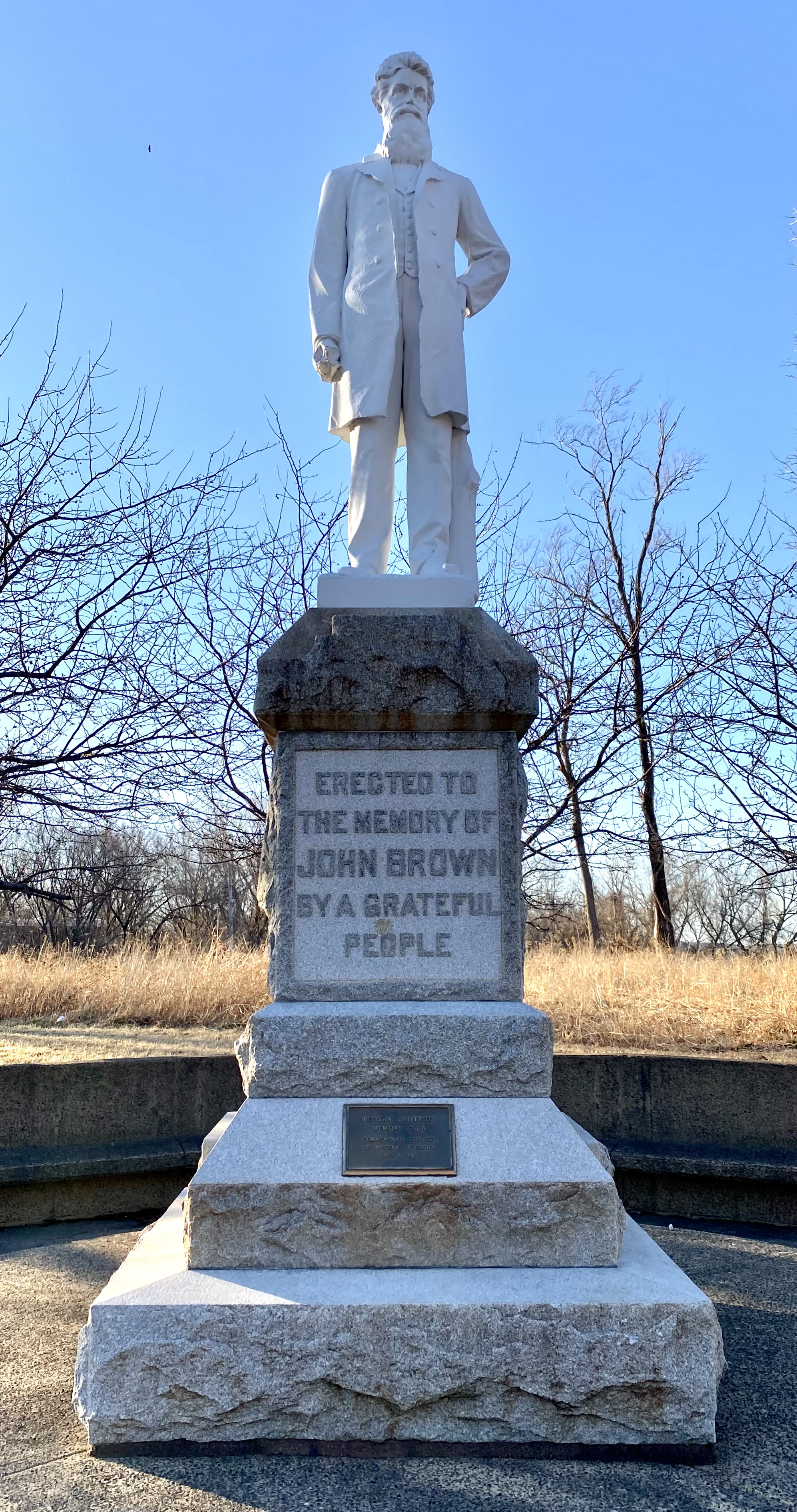
Statuie de marmură albă în mărime naturală a lui John Brown, în fostul campus de la,, Kansas City, Kansas

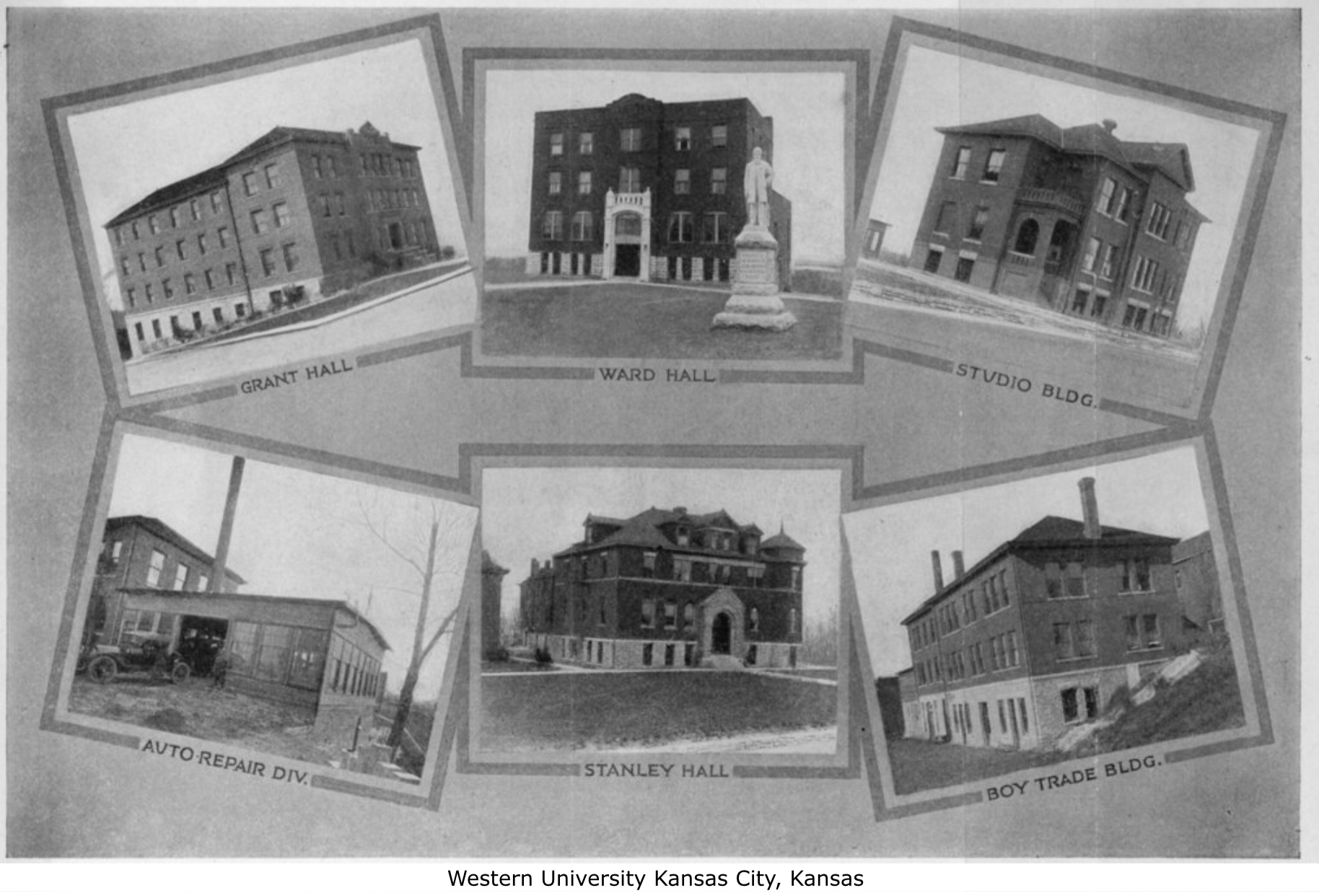
Statuia lui John Brown așa cum apărea ea în fostul campus de la Western University

#### Statui
- După cum s-a discutat mai sus, propunerea ca statul Kansas să trimită o statuie a lui Brown ca unul dintre cei doi reprezentanți ai săi în Capitoliul SUA nu s-a concretizat.
- Prima statuie a lui Brown, și singura care nu se află la una dintre reședințele sale, este cea situată în (noua) John Brown Memorial Plaza, în fostul campus al Western University⁠(d), o universitate astăzi închisă, fondată în 1865 drept școală pentru sclavi eliberați⁠(d). Ea fusese prima școală de negri de la vest de râul Mississippi. Statuia este singura structură care s-a păstrat din întregul oraș Quindaro⁠(d), un oraș fantomă care astăzi face parte din Kansas City, Kansas (Strada 27 cu Sewell Avenue), și care pe vremuri fusese un nod major în Underground Railroad, un port important pe râul Missouri pentru sclavii fugari și contrabandiștii⁠(d) care fugeau din statul sclavagist Missouri. Soclul și statuia în mărime naturală a lui Brown au fost ridicate în 1911 de urmașii sclavilor, la un cost de 2.000 de dolari (52614).[199] Inscripția spune: „Ridicat în memoria lui John Brown de către un popor recunoscător”. Există și o placă de bronz. În martie 2018, statuia a fost vandalizată cu zvastici și mesaje sataniste.[200]
  - La situl istoric Ferma John Brown⁠(d), de lângă Lake Placid, New York, există o statuie din 1935 a lui Brown care escortează un copil negru spre libertate. Autorul ei a fost Joseph Pollia. Costul statuii și al soclului a fost acoperit din mici sume donate de negrii din Statele Unite.[201]
  - Există o statuie (1933) la Muzeul John Brown⁠(d), casa lui Brown din Osawatomie, Kansas⁠(d). Ea a fost sponsorizată de Women's Relief Corps⁠(d), filiala Kansas. [202]
  - În afară de acestea, singura sculptură a lui Brown este un bust realizat de sculptorița neagră Edmonia Lewis⁠(d),[203] pe care aceasta l-a făcut cadou lui Henry Highland Garnet⁠(d).

### Mass-media
Actorul Raymond Massey⁠(d) a dat două cunoscute interpretări ale rolului lui Brown. Filmul Santa Fe Trail⁠(d) din 1940, cu Errol Flynn și Olivia de Havilland în rolurile principale, îl înfățișa pe Brown drept complet lipsit de compasiune, un personaj negativ malefic și nebun; Massey îl joacă cu o privire constantă, cu ochi sălbatici. Filmul a dat impresia că Brown nu s-ar fi opus sclaviei, chiar până în punctul în care un personaj, o negresă „mamy” stereotipă spune, după o bătălie deosebit de acerbă: „domnul Brown ne-a promis libertatea, dar... dacă asta e libertatea, nu vreau să am parte de ea”. Massey l-a jucat din nou pe Brown în filmul Seven Angry Men⁠(d), mai puțin cunoscut, și cu un buget mai mic, în care nu era doar personajul principal, ci era prezentat și într-un mod mult mai reținut și mai pozitiv. Împreună cu Tyrone Power și Judith Anderson, Massey a jucat în apreciata lectură dramatică din 1953 a poemului epic John Brown's Body⁠(d) (1928) de Stephen Vincent Benet⁠(d), pentru care acesta a câștigat Premiul Pulitzer⁠(d).
Numeroși poeți americani au scris poezii despre el, printre care John Greenleaf Whittier⁠(d), Louisa May Alcott și Walt Whitman. Poetul polonez Cyprian Kamil Norwid a scris două poezii în cinstea lui Brown: „John Brown” și, cea mai cunoscută, „Do obywatela Johna Brown” („Către cetățeanul John Brown”). Marching Song⁠(d) (1932) este o piesă nepublicată a lui Orson Welles despre legenda lui John Brown.:222–26 Romanul biografic de Russell Banks⁠(d) din 1998 despre Brown, Cloudsplitter⁠(d), a fost finalist al Premiului Pulitzer, și este narată de fiul lui Brown, Owen. Romanul lui James McBride din 2013, The Good Lord Bird⁠(d), spune povestea lui Brown prin ochii unui tânăr sclav, Henry Shackleford, care îl însoțește pe Brown la Harpers Ferry. Romanul a câștigat în 2013 National Book Award⁠(d) pentru ficțiune. A fost lansată o miniserie⁠(d) bazată pe carte, cu Ethan Hawke în rolul lui John Brown.

## Material de arhivă
Biblioteca și Asociația Istorică din Hudson, Ohio⁠(d), orașul natal al lui Brown, a pregătit liste adnotate cu numeroși strămoși, frați și copii ai lui Brown.
Din materialul instanței privind procesul în sine, s-a păstrat doar „caietul de ordine, așa cum se numește, care conține minutele procesului lui John Brown”. „Toate celelalte documente și acte, rechizitoriul, acuzația judecătorului și așa mai departe, au dispărut, nimeni nu știe unde”. Judecătorul lui Brown, Richard Parker⁠(d), avea cu siguranță acest carnet de ordine la el când a scris acele cuvinte în 1888. În 1908 au fost publicate câteva scrisori luate de la tribunal de către un soldat din Massachusetts.
Întrucât s-a mutat mult, a avut o familie numeroasă și a avut multe de spus, John Brown a purtat o corespondență voluminoasă, inclusiv scrisori către redacție,:167 și a fost intervievat în mod repetat de reporteri, pe măsură ce se făcea disponibil. Materialul de arhivă despre el și despre cercul său este, prin urmare, abundent și larg răspândit. Nu a existat niciodată o ediție completă a corespondenței sale existente; Singura încercare savantă, din 1885, a produs o carte de 645 de pagini, „dar am în mâinile mele”, a scris editorul FB Sanborn⁠(d), „destul de scrisori pentru a umple încă o carte și nu am putut să le folosesc”.:vi O carte din 2015 a fost publicată doar din scrisorile pe care Brown le-a scris în ultima lună a vieții sale, din închisoare. Au fost găsite și publicate scrisori suplimentare în secolul al XX-lea.
Au fost publicate două colecții distincte de scrisori relevante. Prima este formată din mesajele, în mare parte telegrame, trimise și primite de guvernatorul Wise. Baltimore and Ohio Railroad⁠(d) a publicat numeroasele telegrame interne ale companiei.
Villard cercetează colecțiile de manuscrise în biografia sa din 1910. Cea mai bună colecție de materiale de arhivă legate de John Brown și raidul său se află la West Virginia Archives and History, care deține cea mai mare colecție unitară despre Brown, Colecția Boyd B. Stutler. Un microfilm negativ conținqnd „cea mai mare parte a ei” este deținut de Ohio Historical Society⁠(d). Arhiva biografului lui Brown Oswald Garrison Villard⁠(d) se află în Biblioteca Universității Columbia⁠(d). Pentru activitățile sale din Kansas, cea mai bună sursă este Kansas Memory, un proiect al Kansas Historical Society⁠(d), care deține colecția biografului lui Brown Richard J. Hinton.
O altă colecție semnificativă se află în Hudson, Ohio⁠(d), orașul natal al lui Brown, în Hudson Library and Historical Society. Universitatea Clark Atlanta deține și ea o mică colecție.

### Documentele distruse
După arestarea lui Brown, mulți oameni, cum ar fi filantropul aboliționist Gerrit Smith, prietenul Frederick Douglass, și prietenul și viitorul biograf Franklin Sanborn⁠(d), au început să distrugă corespondența și alte documente pentru că se temeau să nu fie acuzați de ajutorarea lui Brown. (În plus, Douglass a părăsit țara, iar Smith a suferit o cădere psihică și a fost internat în spital.)

### Geanta dispărută a lui John Brown
Potrivit procurorului Andrew Hunter⁠(d),
Când a fost capturat la Harpers Ferry, John Brown avea asupra sa o geantă în care se aflau constituția lui pentru un guvern provizoriu și alte hârtii. O pusese într-un colț al magaziei, și acolo a fost găsită când pușcașii marini au luat cu asalt și i-au capturat pe supraviețuitori. Dl. Hunter a luat în custodie geanta și a dus-o la Charlestown. A păstrat-o cu tot conținutul ei. El a adăugat la hârtii și scrisorile care au fost transmise deținuților și nu au fost înmânate lor. Scrisorile obișnuite erau  transmise deținuților doar după ce dl. Hunter le examina. Dar acele scrisori care păreau să conține informații despre organizația din Nord, dl. Hunter le confisca și le păstra. Avea între șaptezeci și optzeci din aceste scrisori, și le-a pus în geanta lui John Brown. Alte documente importante cu greutate în istoria secretă a cazului au fost puse în același loc și pe multe nu le-a văzut nimeni în afară de dl. Hunter.
Printre mulți alții, a existat corespondență de la Frederick Douglass și Gerrit Smith⁠(d). Hugh Forbes a spus că geanta s-ar putea să fi conținut „o cantitate abundentă din corespondența mea”.  Geanta conținea și hărți. „Pe lângă harta Virginiei, era una a Louisianei, una a Carolinei de Nord și una a statului Kentucky. Ele localizau arsenalele statelor, indicau cum ar putea fi efectuate atacuri reușite și arătau unde ar putea fi găsite ascunzători naturale puternice.”
Un alt articol, folosit la procesul său ca dovadă a trădării, au fost pachete de copii tipărite ale Constituției sale provizorii, pregătite pentru „statul” pe care Brown intenționa să-l înființeze în Munții Apalași. Și mai puțin cunoscută este „Declarația de Libertate” a lui Brown, care imita Declarația de Independență.:162–163
Wise l-a trimis pe avocatul Henry Hudnall la Charles Town pentru a pune în ordine documentele lui Hunter. Într-o scrisoare către Wise din 17 noiembrie, el se referă la „o cantitate mare de materie”, inclusiv „o jumătate de Bushel⁠(d) de litere” doar despre Tidd. Exista o hartă feroviară a SUA și Canada, litere în „cifru fonetic” și un jurnal de „abrevieri fotografice”, despre care Hudnall le credea a fi opera lui Owen Brown. „Există, de asemenea, o scrisoare lungă, bine scrisă și interesantă a lui John Brown Jr. către tatăl său, care descrie, cu multă atenție, traseele, taberele și alte incidente legate de viața sa de până atunci din Kansas. Acest fiu pare a fi cel mai inteligent și cel mai bine educat dintre toți copiii lui Brown a căror corespondență am văzut-o. Deși pare să posede toată acuitatea tatălui său, cu siguranță îl depășește în acuratețea exprimării. Scrisul lui de mână este îndrăzneț și admirabil.”
Hunter a dus personal geanta la Richmond, pentru că credea că acolo ar fi în loc mai sigur. La acea vreme era membru al Senatului statului Virginia. În 1865, când Lee a spus că nu mai poate apăra Richmondul, Hunter nu a vrut ca „yankeii” să găsească geanta. El credea că Capitoliul este un loc la fel de sigur ca oricare din Richmond și l-a întrebat pe secretarul Commonwealth-ului George Wythe Munford dacă îl poate ascunde în Capitoliu. „Munford mi-a spus că a dus geanta în podul Capitoliului și a așezat-o între perete și tencuială și cred că acele hârtii sunt încă acolo”. Nu a fost găsită niciodată.
În 1907-1908, a văzut lumina tiparului o colecție variată de scrisori și alte documente pe care un soldat al Uniunii le-a luat din biroul lui Hunter de la tribunalul Charles Town în 1862, când clădirea era folosită drept cazarmă a Uniunii.